# Galatasaray Istanbul/Namen und Zahlen
Dieser Artikel dient der Darstellung bedeutender Statistiken des Fußballclubs Galatasaray Istanbul.

## Erfolge
Galatasaray Istanbul ist türkischer Rekordmeister und Rekordpokalsieger. Außerdem gewann Galatasaray Istanbul in der Saison 1999/2000 als bislang einziger türkischer Verein den UEFA-Pokal und im Jahr 2000 den UEFA Super Cup.

### National
| Türkischer Fußballmeister (25) | Türkischer Fußballmeister (25) | Türkischer Fußballmeister (25) | Türkischer Fußballpokal (19) | Türkischer Fußballpokal (19) | Supercup-Sieger (17) | Supercup-Sieger (17) |
| ------------------------------ | ------------------------------ | ------------------------------ | ---------------------------- | ---------------------------- | -------------------- | -------------------- |
| 1961/62                        | 1998/99                        | 2024/25                        | 1962/63                      | 1999/00                      | 1966                 | 2013                 |
| 1962/63                        | 1999/00                        |                                | 1963/64                      | 2004/05                      | 1969                 | 2015                 |
| 1968/69                        | 2001/02                        |                                | 1964/65                      | 2013/14                      | 1972                 | 2016                 |
| 1970/71                        | 2005/06                        |                                | 1965/66                      | 2014/15                      | 1982                 | 2019                 |
| 1971/72                        | 2007/08                        |                                | 1972/73                      | 2015/16                      | 1987                 | 2023                 |
| 1972/73                        | 2011/12                        |                                | 1975/76                      | 2018/19                      | 1988                 |                      |
| 1986/87                        | 2012/13                        |                                | 1981/82                      | 2024/25                      | 1991                 |                      |
| 1987/88                        | 2014/15                        |                                | 1984/85                      |                              | 1993                 |                      |
| 1992/93                        | 2017/18                        |                                | 1990/91                      |                              | 1996                 |                      |
| 1993/94                        | 2018/19                        |                                | 1992/93                      |                              | 1997                 |                      |
| 1996/97                        | 2022/23                        |                                | 1995/96                      |                              | 2008                 |                      |
| 1997/98                        | 2023/24                        |                                | 1998/99                      |                              | 2012                 |                      |

weitere nationale Erfolge und Auszeichnungen:
- „Kleines“ Triple: 2000
- nationales Double (7): 1963, 1973, 1993, 1999, 2000, 2015, 2019, 2025
- Türkischer Vizemeister (11): 1959, 1961, 1966, 1975, 1979, 1986, 1991, 2001, 2003, 2014, 2021
- Türkischer Pokalfinalist (5): 1969, 1980, 1994, 1995, 1998
- Pokal des Türkischen Sportjournalisten-Vereins (TSYD Kupası) (12): 1963, 1966, 1967, 1970, 1977, 1981, 1987, 1991, 1992, 1997, 1998, 1999
- Premierminister-Pokal (Başbakanlık Kupası):
  - 5 × Sieger: 1975, 1979, 1986, 1990, 1995
  - 2 × Finalist: 1980, 1989
- Türkei 50 Jahre-Pokal (Türkiye 50.Yıl Kupası):
  - 1 × Sieger: 1973
- Gazi-Büste (Gazi Büstü):
  - 1 × Sieger: 1928
- Inoffizielle türkische Fußballmeistertitel: 
  - Millî Küme:
    - 1 × Meister: 1939
    - 5 × Vizemeister (Rekord): 1937, 1940, 1941, 1943, 1950

  - Türkiye Futbol Şampiyonası:
    - 1 × Vizemeister: 1949

  - Federasyon Kupası:
    - 2 × Vizemeister: 1956/57, 1957/58

#### Regional
- Istanbul Profi-Liga (İstanbul Profesyonel Ligi) 1952–1959:
  - 3 × Meister: 1954/55, 1955/56, 1957/58
  - 4 × Vizemeister: 1952, 1953/54, 1956/57, 1958/59
- Istanbul Liga (İstanbul Ligi) 1924–1951:
  - 6 × Meister: 1924/25, 1925/26, 1926/27, 1928/29, 1930/31, 1948/49
  - 6 × Vizemeister: 1923/24, 1929/30, 1934/35, 1935/36, 1941/42, 1950/51

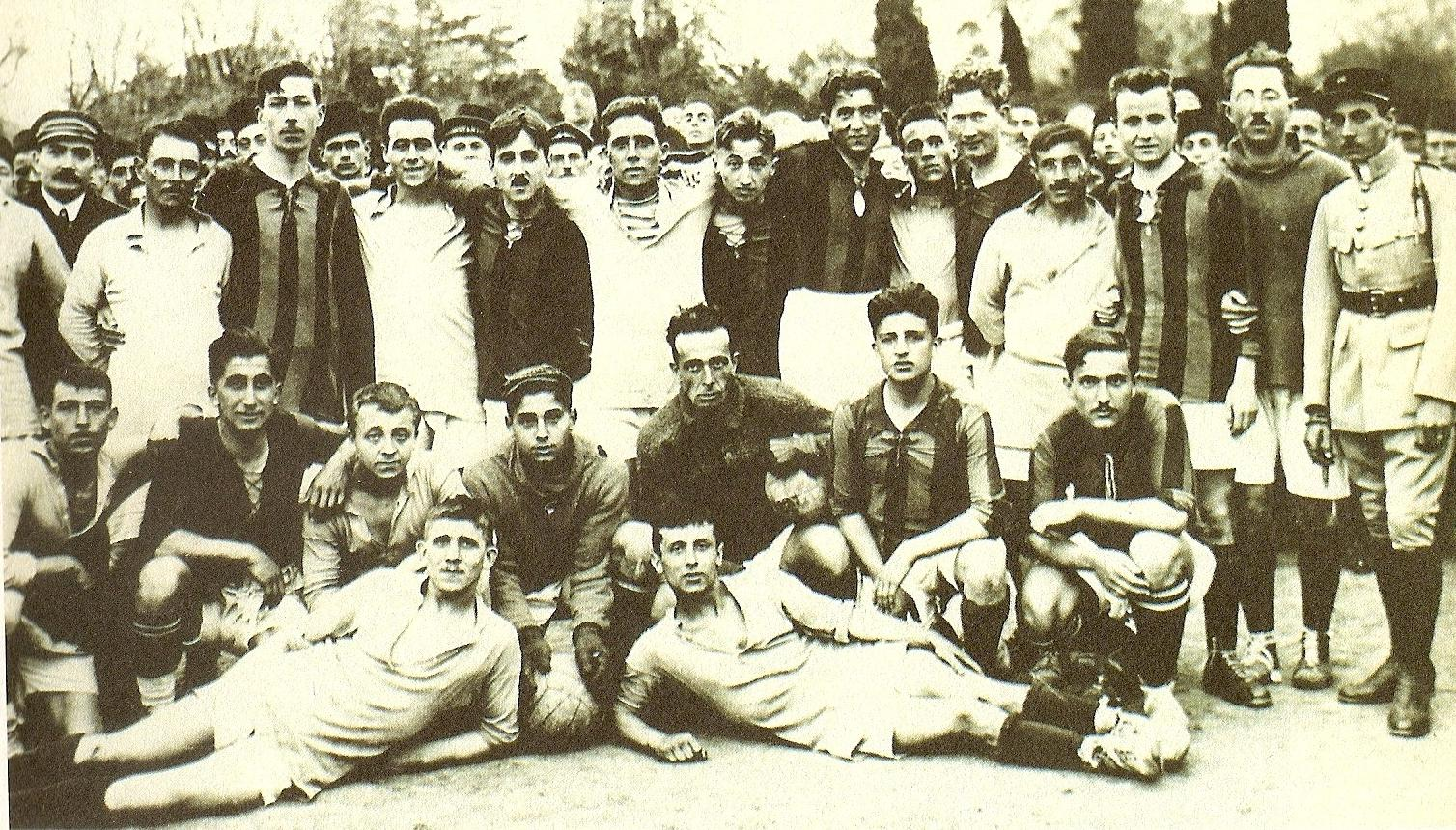
1925/26
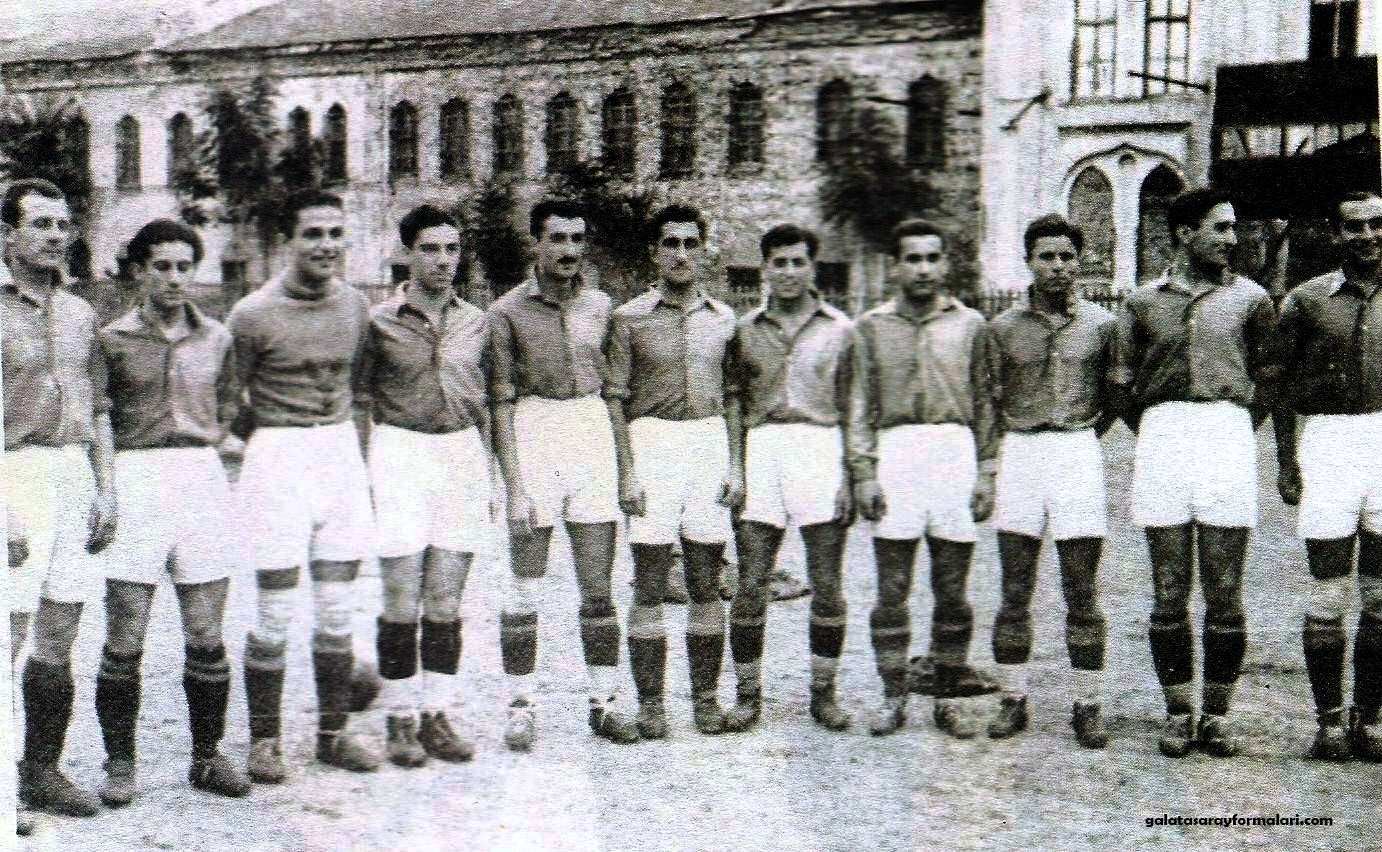
1926/27
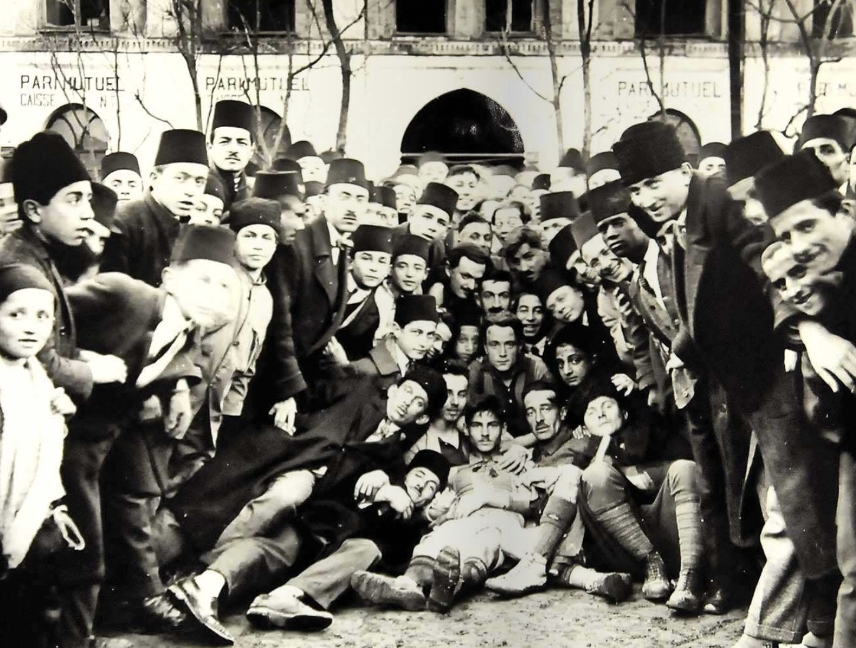
1928/29

- Istanbul Freitagsliga (İstanbul Cuma Ligi) 1915–1923:
  - 2 × Meister: 1915/16, 1921/22
  - 1 × Vizemeister: 1920/21

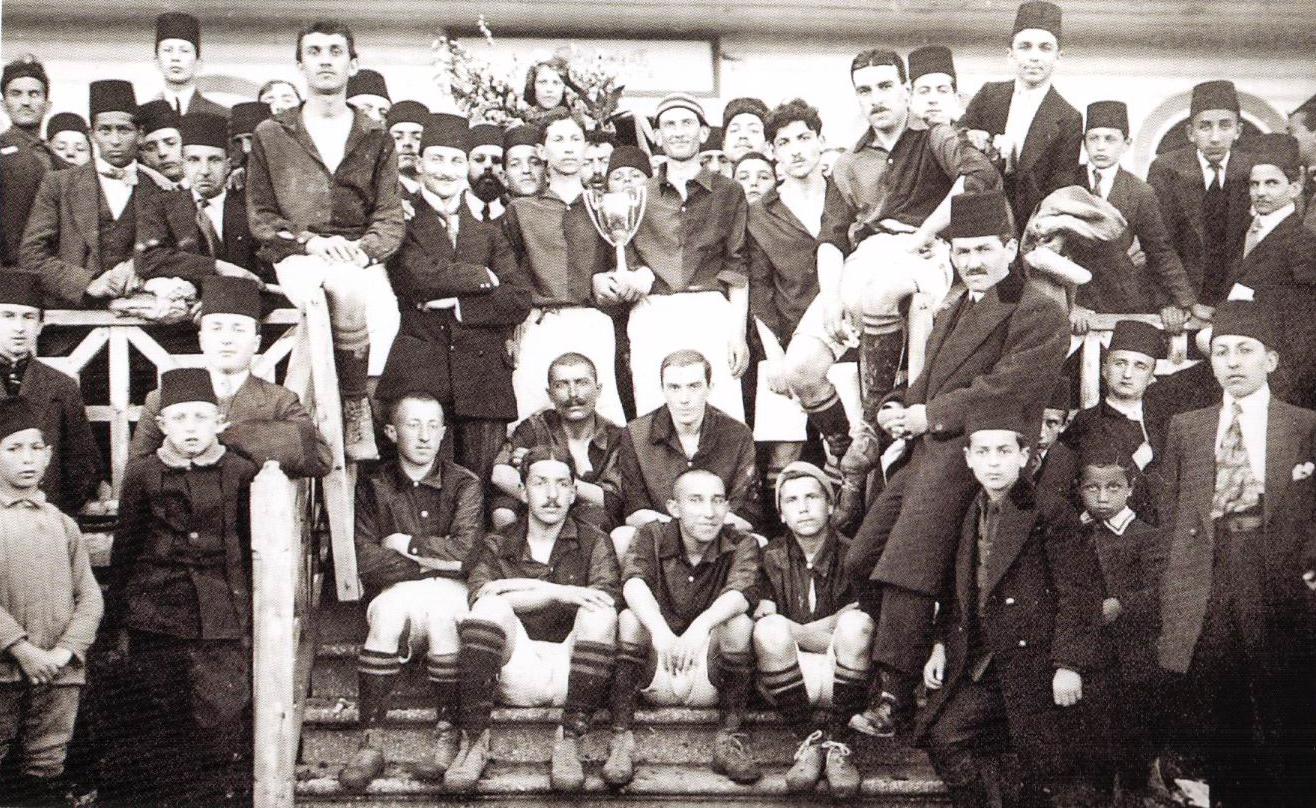
1915/16
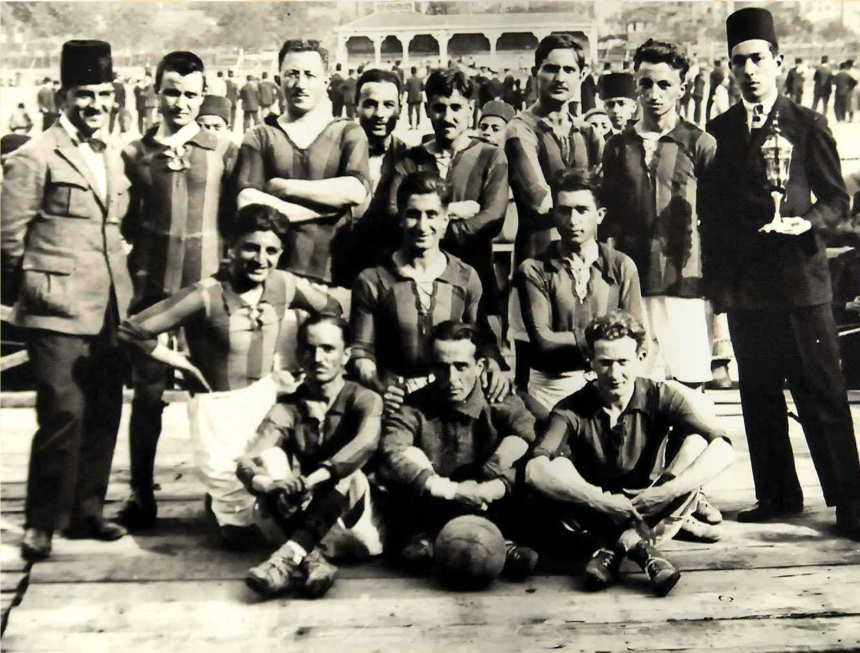
1921/22

- Istanbul Sonntagsliga (İstanbul Pazar Ligi) 1905–1915:
  - 4 × Meister: 1908/09, 1909/10, 1910/11, 1914/15

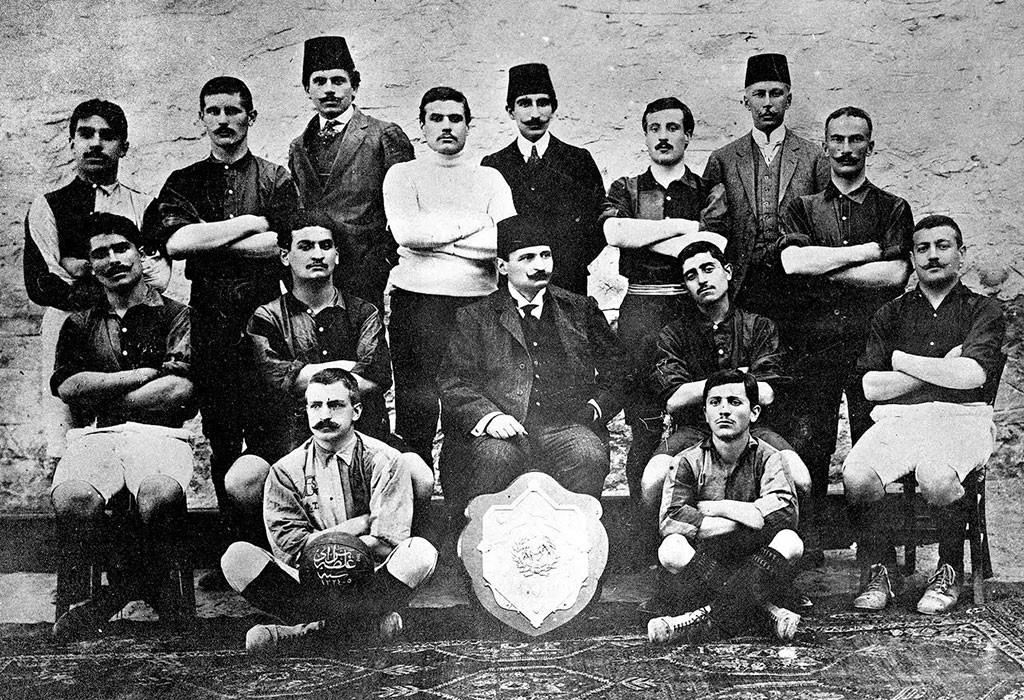
1908/09
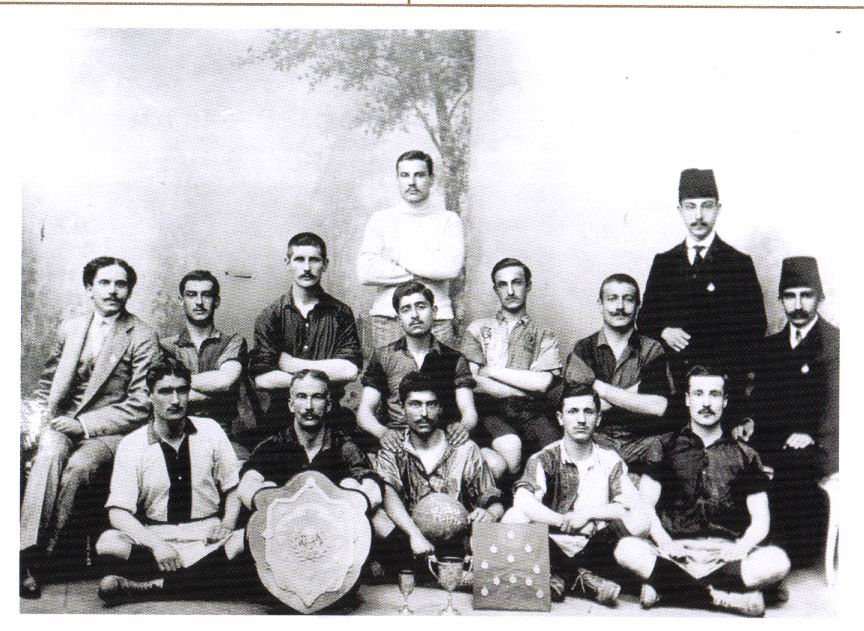
1909/10
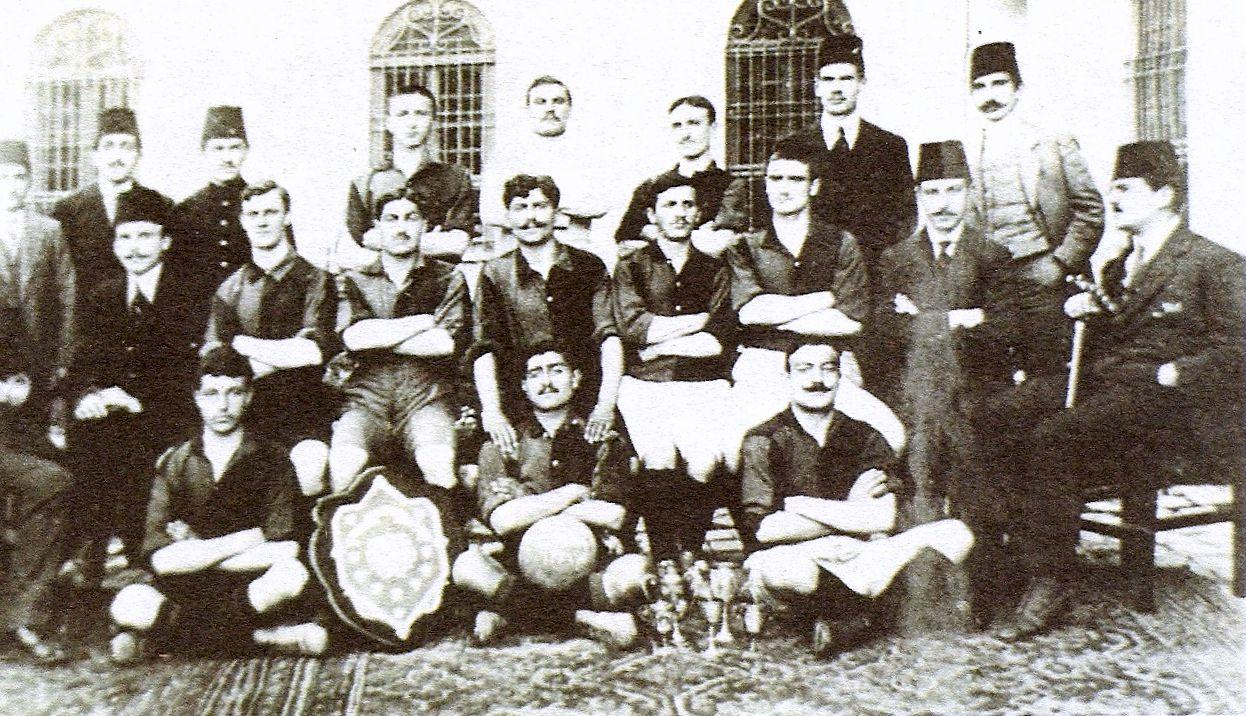
1910/11

- Istanbul-Shield (İstanbul Şildi):
  - 1 × Sieger: 1933
- Istanbul-Pokal (İstanbul Kupası):
  - 2 × Sieger: 1941, 1942

### Auszeichnungen
- Türkiye Cumhuriyeti Devlet Üstün Hizmet Madalyası im Jahr 2000.
- 2009 wurde der Verein mit dem Sedat-Simavi-Preis für Sport ausgezeichnet.

### International
Galatasaray Istanbul belegt Platz 24 in der Ewigen Tabelle der UEFA Champions League, welche auf Basis der Drei-Punkte-Regel errechnet ist.
| UEFA-Pokal (1) | UEFA Super Cup (1) |
| -------------- | ------------------ |
| 1999/2000      | 2000               |

- UEFA Champions League: Halbfinale
  - 1988/89, ausgeschieden gegen den späteren Finalisten Steaua Bukarest
- UEFA Europapokal der Pokalsieger: Viertelfinale
  - 1991/92, ausgeschieden gegen den späteren Sieger Werder Bremen

## Bedeutende Spiele der Vereinsgeschichte

### Teilnahme an Türkischen Meisterschaftsendspielen

#### Finale um dieTürkische Meisterschaft 1959
(Hinspiel)
| Galatasaray Istanbul – Fenerbahçe Istanbul 1:0 (1:0) | |
| Austragungsort                                       | Mithatpaşa-Stadion Istanbul, 10. Juni 1959 – SR: Markovic (Jugoslawien) |
| Galatasaray                                          | Turgay Şeren – Saim Tayşengil, İsmail Kurt, Ahmet Karlıklı, Ergun Ercins – Nuri Asan, İsfendiyar Açıksöz, Suat Mamat, Metin Oktay – Dursun Ali Baran – Mete Basmacı Trainer: George Dick ( England)  |
| Fenerbahçe                                           | Özcan Arkoç – Osman Göktan, Basri Dirimlili, Avni Kalkavan, Naci Erdem – Niyazi Tamakan, Mustafa Güven, Can Bartu, Şeref Has – Lefter Küçükandonyadis, Yüksel Gündüz Trainer: Ignác Molnár ( Ungarn) |
| Tore                                                 | 1:0 Metin Oktay (39.) |

(Rückspiel)
| Fenerbahçe Istanbul – Galatasaray Istanbul 4:0 (2:0) | |
| Austragungsort                                       | Mithatpaşa-Stadion Istanbul, 14. Juni 1959 – SR: Francesco Liverani (Italien) |
| Fenerbahçe                                           | Özcan Arkoç – Osman Göktan, Basri Dirimlili, Avni Kalkavan, Naci Erdem – Niyazi Tamakan (44. Mustafa Güven), Seracettin Kırklar, Can Bartu, Şeref Has – Lefter Küçükandonyadis, Yüksel Gündüz Trainer: Ignác Molnár ( Ungarn) |
| Galatasaray                                          | Yüksel Alkan – Saim Tayşengil, İsmail Kurt, Ahmet Karlıklı, Ergun Ercins – Nuri Asan, İsfendiyar Açıksöz, Suat Mamat, Metin Oktay – Dursun Ali Baran (42. Cengiz Özyalçın) – Mete Basmacı Trainer: George Dick ( England)     |
| Tore                                                 | 1:0 Yüksel Gündüz (9.), 2:0 Naci Erdem (44.), 3:0 Mustafa Güven (68.), 4:0 Şeref Has (71.) |

### Teilnahme an Endspielen des Türkischen Pokals

#### Türkisches Pokalfinale 1963
(Hinspiel)
| Fenerbahçe Istanbul – Galatasaray Istanbul 1:2 (0:1) | |
| Austragungsort                                       | Mithatpaşa Stadion Istanbul, 29. Juni 1963 – SR: Paul Schiller (Wien) |
| Fenerbahçe                                           | Hazım Cantez – Basri Dirimlili, Özcan Köksoy, Avni Kalkavan – Şeref Has, Osman Göktan, Tuncay Becedek, Selim Soydan – Mustafa Güven, Özer Kanra, Asim Ferhatović Trainer: Miroslav Kokotović ( Jugoslawien) |
| Galatasaray                                          | Turgay Şeren – Candemir Berkman, Talat Özkarslı, Bahri Altıntabak – Suat Mamat, Mustafa Yürür, Ahmet Berman, Metin Oktay – Kadri Aytaç, Tarık Kutver, Uğur Köken Trainer: Gündüz Kılıç                      |
| Tore                                                 | 0:1 Uğur Köken (40.), 0:2 Tarık Kutver (50.), 1:2 Selim Soydan (60.) |

(Rückspiel)
| Galatasaray Istanbul – Fenerbahçe Istanbul 2:1 (0:1) | |
| Austragungsort                                       | Mithatpaşa Stadion Istanbul, 30. Juni 1963 – SR: Josef Alfred Stoll (Wien) |
| Galatasaray                                          | Turgay Şeren – Ahmet Karlıklı, Candemir Berkman, Talat Özkarslı – Mustafa Yürür, Suat Mamat, Bahri Altıntabak, İbrahim Ünal – Metin Oktay, Uğur Köken, Kadri Aytaç Trainer: Gündüz Kılıç                           |
| Fenerbahçe                                           | Ali Filibeli – Özcan Köksoy, Avni Kalkavan, Tuncay Becedek – Şeref Has, Selim Soydan, Osman Göktan, Asim Ferhatović – Özer Kanra, Mustafa Güven, Lefter Küçükandonyadis Trainer: Miroslav Kokotović ( Jugoslawien) |
| Tore                                                 | 0:1 Lefter Küçükandonyadis (44. Elfmeter), 1:1 Bahri Altıntabak (51.), 2:1 Mustafa Yürür (71.) |

#### Türkisches Pokalfinale 1964
(Hinspiel)
| Altay Izmir – Galatasaray Istanbul 0:0 | |
| Austragungsort                         | Alsancak-Stadion Izmir, 21. Juni 1964 – SR: Gerhard Schulenburg (Laatzen) |
| Altay                                  | Varol Ürkmez – Bekir Türkgeldi, Kazım Yıldız, Cahit Dikici, Aytekin Erhanoğlu – Enver Katip, İskender Sipahi, Hikmet Ok, Nail Elmastaşoğlu – Önder Veral, Osman Edinsel Trainer: Bayram Dinsel |
| Galatasaray                            | Turgay Şeren – Candemir Berkman, Doğan Sel, Ergun Ercins – Erol Boralı, Mustafa Yürür, Ahmet Berman, Yılmaz Gökdel – Metin Oktay, İbrahim Ünal, Nuri Asan Trainer: Coşkun Özarı                |

(Rückspiel):
| Galatasaray Istanbul – Altay Izmir 3:0 |                                                                                |
| Austragungsort                         | Mithatpaşa Stadion Istanbul, 29. Juni 1964 – SR: Nicolae Mihailescu (Bukarest) |

Das Rückspiel zwischen Galatasaray Istanbul gegen Altay Izmir sollte am 28. Juni 1964 stattfinden. Am gleichen Tag fand in Istanbul ein Spiel der Ordu Millî Takım (dt. Armee Nationalmannschaft) statt. An dieser Partie nahmen Ayhan Elmastaşoğlu, Uğur Köken und Talat Özkarslı (alle Spieler von Galatasaray) teil. Das Rückspiel sollte am Folgetag stattfinden, jedoch kam es nicht dazu. Altay sah diese Entscheidung für Galatasaray im Vorteil und trat aus Protest nicht zur Partie an. Die Mannschaft von Galatasaray betrat das Spielfeld und wurde zum Sieger ernannt.

#### Türkisches Pokalfinale 1965
(Hinspiel)
| Fenerbahçe Istanbul – Galatasaray Istanbul 0:0 | |
| Austragungsort                                 | Mithatpaşa-Stadion Istanbul, 27. Juni 1965 – SR: Gaston Rowersi (Italien) |
| Fenerbahçe                                     | Hazım Cantez – Hüseyin Yazıcı, İsmail Alemdaroğlu, Şükrü Birand, İsmail Kurt – Ziya Şengül, Ali İhsan Okçuoğlu, Şeref Has, Osman Göktan – Aydın Yelken, Özer Kanra Trainer: Oscar Hold ( England) |
| Galatasaray Istanbul                           | Bülent Gürbüz – Doğan Sel, Naci Erdem, Turan Doğangün, Mustafa Yürür – Bahri Altıntabak, İsmet Yurtsü, Yılmaz Gökdel – Ayhan Elmastaşoğlu, Tarık Kutver, Metin Oktay Trainer: Gündüz Kılıç        |

(Rückspiel)
| Galatasaray Istanbul – Fenerbahçe Istanbul 1:0 (1:0) | |
| Austragungsort                                       | Mithatpaşa-Stadion Istanbul, 1. September 1965 – SR: Nejat Şener (Istanbul) |
| Galatasaray                                          | Bülent Gürbüz – Naci Erdem, Ergün Acuner, Doğan Sel, Mustafa Yürür, Ahmet Tuna Kozan – İsmet Yurtsü, Bahri Altıntabak, Metin Oktay – Yılmaz Gökdel, Ayhan Elmastaşoğlu Trainer: Gündüz Kılıç |
| Fenerbahçe                                           | Hazım Cantez – Özcan Köksoy, Hüseyin Yazıcı, Şükrü Birand, Ercan Aktuna – Ziya Şengül, Osman Göktan, Yaşar Mumcuoğlu, Birol Pekel – Şenol Birol, Aydın Yelken Trainer: Oscar Hold ( England) |
| Tore                                                 | 1:0 Metin Oktay (33., Elfmeter) |

#### Türkisches Pokalfinale 1966
| Beşiktaş Istanbul – Galatasaray Istanbul 0:1 (0:0) | |
| Austragungsort                                     | Mithatpaşa-Stadion Istanbul, 19. Juni 1966 – SR: Rudolf Kreitlein (Fürth) |
| Beşiktaş                                           | Necmi Mutlu – Fehmi Sağınoğlu, Yavuz Çoker, Kaya Köstepen, Suat Mamat – Süreyya Özkefe, Ahmet Özacar, Ahmet Şahin, Güven Önüt – Faruk Karadoğan, Yusuf Tunaoğlu Trainer: Ljubiša Spajić ( Jugoslawien) |
| Galatasaray                                        | Turgay Şeren – Ergün Acuner, Bekir Türkgeldi, Doğan Sel, Turan Doğangün – Mustafa Yürür, Talat Özkarslı, Tarık Kutver – Metin Oktay, Yılmaz Gökdel, Uğur Köken Trainer: Gündüz Kılıç                   |
| Tore                                               | 0:1 Turan Doğangün (88. Elfmeter) |

#### Türkisches Pokalfinale 1969
(Hinspiel)
| Göztepe Izmir – Galatasaray Istanbul 1:0 (1:0) | |
| Austragungsort                                 | Alsancak-Stadion Izmir, 15. Juni 1969 – SR: Cezmi Başar |
| Göztepe                                        | Ali Artuner – Özer Yurteri, Mehmet Işıkal, Mehmet Aydın – Sabahattin Kuruoğlu, Ali İhsan Okçuoğlu, Nihat Yayöz, Gürsel Aksel (65. Dursun Kartal) – Ertan Öznur (65. Halil Kiraz), Mehmet Türken, Fevzi Zemzem Trainer: Adnan Süvari |
| Galatasaray                                    | Nihat Akbay – Ali Elveren, Muzaffer Sipahi, Ergün Acuner – Turan Doğangün, Talat Özkarslı, Mehmet Oğuz, Uğur Köken – Gökmen Özdenak, Ayhan Elmastaşoğlu, Metin Oktay Trainer: Tomislav Kaloperović ( Jugoslawien)                   |
| Tore                                           | 1:0 Ertan Öznür (26.) |

(Rückspiel)
| Galatasaray Istanbul – Göztepe Izmir 1:1 n. V. (1:0) | |
| Austragungsort                                       | Mithatpaşa-Stadion Istanbul, 18. Juni 1969 – SR: Ferdinand Biwersi (Deutschland) |
| Galatasaray                                          | Nihat Akbay – Ali Elveren, Muzaffer Sipahi, Ergün Acuner, Akın Aksaçlı (46. Ayhan Elmastaşoğlu) – Turan Doğangün, Talat Özkarslı, Mehmet Oğuz – Ahmet Celović (66. Uğur Köken), Metin Oktay, Gökmen Özdenak Trainer: Tomislav Kaloperović ( Jugoslawien) |
| Göztepe                                              | Ali Artuner – Mehmet Işıkal, Özer Yurteri, Sabahattin Kuruoğlu (27. Halil Kiraz), Ali İhsan Okçuoğlu – Mehmet Aydın, Fevzi Zemzem, Nihat Yayöz, Mehmet Türken – Ertan Öznur, Gürsel Aksel Trainer: Adnan Süvari                                          |
| Tore                                                 | 1:0 Ahmet Celović (23.), 1:1 Nihat Yayöz (99.) |

#### Türkisches Pokalfinale 1973
(Hinspiel)
| Galatasaray Istanbul – MKE Ankaragücü 3:1 (1:1) | |
| Austragungsort                                  | Mithatpaşa-Stadion Istanbul, 2. Mai 1973 – SR: Sedat Özselçuk (Istanbul) |
| Galatasaray                                     | Yasin Özdenak – Tarık Küpoğlu (46. Ahmet Akkuş), Ekrem Günalp, Muzaffer Sipahi, Tuncay Temeller – Mehmet Oğuz, Bülent Ünder (83. Olcay Başarır), Aydın Güleş – Gökmen Özdenak, Metin Kurt, Mehmet Özgül Trainer: Brian Birch ( England) |
| Ankaragücü                                      | Baskın Soysal – Mehmet Aktan, Erman Toroğlu, Müjdat Yalman, Melih Atacan – Coşkun Süer, İsmail Dilber, Metin Yılmaz, Selçuk Yalçıntaş – Zafer Göncüler, Köksal Mesçi Trainer: Ziya Taner                                                |
| Tore                                            | 0:1 Metin Yılmaz (17.), 1:1 Gökmen Özdenak (36.), 2:1 Gökmen Özdenak (72.), 3:1 Mehmet Oğuz (89.) |
| Gelbe Karten                                    | Mehmet Oğuz – Baskın Soysal, İsmail Dilber |

(Rückspiel)
| MKE Ankaragücü – Galatasaray Istanbul 1:1 (0:0) | |
| Austragungsort                                  | Ankara 19 Mayıs Stadyumu Ankara, 23. Mai 1973 – SR: Ziya Türkdoğan |
| Ankaragücü                                      | Aydın Tohumcu – Remzi Hotlar, Adnan Pirol, Müjdat Yalman, Erman Toroğlu – Metin Yılmaz, Melih Atacan, İsmail Dilber, Zafer Göncüler – Behzat Çınar (53. Coşkun Akyel), Köksal Mesçi Trainer: Ziya Taner                               |
| Galatasaray                                     | Yasin Özdenak – Muzaffer Sipahi, Tuncay Temeller, Ekrem Günalp – Mehmet Oğuz, Aydın Güleş, Bülent Ünder (82. Olcay Başarır), Korhan Tınaz (81. Uğur Köken) – Gökmen Özdenak, Mehmet Özgül, Metin Kurt Trainer: Brian Birch ( England) |
| Tore                                            | 0:1 Metin Kurt (70.), 1:1 Erman Toroğlu (73.) |
| Gelbe Karten                                    | Erman Toroğlu, İsmail Dilber, Melih Atacan / - |

#### Türkisches Pokalfinale 1976
(Hinspiel)
| Trabzonspor – Galatasaray Istanbul 1:0 (1:0) | |
| Austragungsort                               | Trabzon-Şehir-Stadyumu Trabzon, 12. Mai 1976 – SR: Ziya Türkdoğan |
| Trabzonspor                                  | Şenol Güneş – Turgay Semercioğlu, Necati Özçağlayan, Kadir Özcan, Ahmet Ceyhan – Engin Çınar (61. Bekir Barçın), Cemil Usta, Ali Yavuz – Ali Kemal Denizci, Hüseyin Tok, Necmi Perekli Trainer: Ahmet Suat Özyazıcı |
| Galatasaray                                  | Nihat Akbay – Fatih Terim, Müfit Erkasap, Ali Yavaş, Güngör Tekin – Tuncay Temeller, Engin Tuncer, Bülent Ünder, Mehmet Özgül (63. Bülent Şahinkaya) – Şevki Şenlen, Gökmen Özdenak Trainer: Fethi Demircan         |
| Tore                                         | 1:0 Necmi Perekli (44.) |
| Gelbe Karten                                 | Necmi Perekli – Şevki Şenlen |

(Rückspiel)
| Galatasaray Istanbul – Trabzonspor 1:0 n. V. (1:0, 0:0), 5:4 i. E. | |
| Austragungsort                                                     | Inönü-Stadion Istanbul, 26. Mai 1976 – SR: Orhan Cebe |
| Galatasaray                                                        | Nihat Akbay – Müfit Erkasap (100. Arif Kuşdoğan), Ali Yavaş, Güngör Tekin, Fatih Terim – Bülent Şahinkaya, Bülent Ünder, Fevzi Kezan (79. Engin Tuncer) – Serdar Gücüyener, Mehmet Özgül, Şevki Şenlen Trainer: Fethi Demircan       |
| Trabzonspor                                                        | Şenol Güneş – Cemil Usta, Necati Özçağlayan, Kadir Özcan (9. Şener Çınar), Ahmet Ceyhan – Turgay Semercioğlu, Ali Yavuz, Tuncay Mesçi (91. Engin Çınar) – Necmi Perekli, Ali Kemal Denizci, Hüseyin Tok Trainer: Ahmet Suat Özyazıcı |
| Tore                                                               | 1:0 Bülent Ünder (49.) |
| Gelbe Karten                                                       | / – Hüseyin Tok |

#### Türkisches Pokalfinale 1980
(Hinspiel)
| Altay Izmir – Galatasaray Istanbul 1:0 (0:0) | |
| Austragungsort                               | Alsancak-Stadion Izmir, 14. Mai 1980 – SR: İlyas Ayan |
| Altay                                        | Sait Denizaslan – Bilal Yaşar, Şeref İncirmen, Zafer Bilgetay, Kemal Dikmen – Alper Timur, Ümit Kayıhan, Nevruz Şerif, Mustafa Turgat – Murat Erbaşlar, Mustafa Denizli Trainer: Ayfer Elmastaşoğlu           |
| Galatasaray                                  | Eser Özaltındere – Erdoğan Arıca, Güngör Tekin, Cüneyt Tanman, Fatih Terim – Orhan Akyüz, Metin Yıldız, Hasan Moralı, Turgay İnal – Metin Çekiçler, Kemal Yıldırım (70. Gökmen Özdenak) Trainer: Tamer Kaptan |
| Tore                                         | 1:0 Ümit Kayıhan (47.) |
| Gelbe Karten                                 | / – Erdoğan Arıca |

(Rückspiel)
| Galatasaray Istanbul – Altay Izmir 1:1 (0:0) | |
| Austragungsort                               | Inönü-Stadion Istanbul, 28. Mai 1980 – SR: Nihat Özbirgül |
| Galatasaray                                  | Eser Özaltındere – Erdoğan Arıca, Güngör Tekin, Fatih Terim, Cüneyt Tanman – Metin Yıldız, Turgay İnal, Hasan Moralı – Kemal Yıldırım (55. Gökmen Özdenak), Metin Çekiçler, Öner Kılıç (29. Müfit Erkasap) Trainer: Tamer Kaptan |
| Altay                                        | Sait Denizaslan – Şeref İncirmen (88. Şeref İncirmen), Bilal Yaşar, Zafer Bilgetay, Kemal Dikmen – Ümit Kayıhan, Nevruz Şerif, Alper Timur, Mustafa Turgat – Mustafa Denizli, Murat Erbaşlar Trainer: Ayfer Elmastaşoğlu         |
| Tore                                         | 1:0 Öner Kılıç (10.), 1:1 Mustafa Denizli (63. Elfmeter) |
| Gelbe Karten                                 | Cüneyt Tanman, Metin Yıldız – Mustafa Turgat, Nevruz Şerif |

#### Türkisches Pokalfinale 1982
(Hinspiel)
| Galatasaray Istanbul – MKE Ankaragücü 3:0 (2:0) | |
| Austragungsort                                  | Ali-Sami-Yen-Stadion Istanbul, 19. Mai 1982 – SR: İhsan Türe |
| Galatasaray                                     | Eser Özaltındere – Murat İnan, Sefer Karaer, Raşit Çetiner, Fettah Dindar, Ali Çoban – Cengiz Yazıcıoğlu, Ayhan Akbin, Tarik Hodžić, Bülent Alkılıç – Sinan Turhan Trainer: Özkan Sümer                         |
| Ankaragücü                                      | Adil Eriç – İskender Atasoy (59. Cemal Karagöz), Fuat Akyüz, Haluk Kargın, İhsan Kavak – Hikmet Hancıoğlu, Alper Timur, Nazmi Erdenerin – Mehmet Şahin, Halil İbrahim Eren, Erhan Eloğlu Trainer: Yılmaz Gökdel |
| Tore                                            | 1:0 Sinan Turhan (28.), 2:0 Tarik Hodžić (37.), 3:0 Bülent Alkılıç (58.) |
| Gelbe Karten                                    | Sefer Karaer – Nazmi Erdenerin |

(Rückspiel)
| MKE Ankaragücü – Galatasaray Istanbul 2:1 (1:1) | |
| Austragungsort                                  | Ankara 19 Mayıs Stadyumu Ankara, 26. Mai 1982 – SR: Sadık Deda |
| Ankaragücü                                      | Adil Eriç – İhsan Kavak, İskender Atasoy, Haluk Kargın, Hikmet Hancıoğlu – Fuat Akyüz, Nazmi Erdenerin, Alper Timur, Cemal Karagöz (46. Niyazi Salur) – Halil İbrahim Eren, Mehmet Şahin Trainer: Yılmaz Gökdel |
| Galatasaray                                     | Eser Özaltındere – Fettah Dindar, Murat İnan, Raşit Çetiner, Sefer Karaer – Fatih Terim, Cengiz Yazıcıoğlu, Sinan Turhan – Bülent Alkılıç, Ayhan Akbin (61. Mustafa Turgat), Tarik Hodžić Trainer: Özkan Sümer  |
| Tore                                            | 0:1 Tarik Hodžić (3.), 1:1 Halil İbrahim Eren (32. Elfmeter), 2:1 Halil İbrahim Eren (85. Elfmeter) |
| Gelbe Karten                                    | Fuat Akyüz, İhsan Kavak, Mehmet Şahin – / |

#### Türkisches Pokalfinale 1985
(Hinspiel)
| Trabzonspor – Galatasaray Istanbul 1:2 (0:1) | |
| Austragungsort                               | Hüseyin-Avni-Aker-Stadion Trabzon, 10. April 1985 – SR: İhsan Türe |
| Trabzonspor                                  | İhsan Derelioğlu – Bahaddin Güneş, Şenol Ustaömer, Kemal Serdar, Necati Özçağlayan – Turgay Semercioğlu, Tuncay Soyak, Güngör Şahinkaya – Hasan Vezir, Hasan Şengün, İskender Günen Trainer: İlyas Akçay                              |
| Galatasaray                                  | Zoran Simović – Ahmet Ceyhan, İsmail Demiriz (87. Sefer Karaer), Raşit Çetiner, Yusuf Altıntaş – Cüneyt Tanman, Fatih Terim, Adnan Esen – Rüdiger Abramczik, Erdal Keser (89. Hakan Çarkacı), Bülent Alkılıç Trainer: Jupp Derwall () |
| Tore                                         | 0:1 İsmail Demiriz (44.), 0:2 Fatih Terim (61.), 1:2 Bahaddin Güneş (76.) |
| Gelbe Karten                                 | Hasan Şengün, Necati Özçağlayan – Cüneyt Tanman, Ahmet Ceyhan |

(Rückspiel)
| Galatasaray Istanbul – Trabzonspor 0:0 | |
| Austragungsort                         | Inönü-Stadion Istanbul, 17. April 1985, – SR: Talat Tokat |
| Galatasaray                            | Zoran Simović – Yusuf Altıntaş, Ahmet Ceyhan, Fatih Terim, Cüneyt Tanman – İsmail Demiriz, Raşit Çetiner, Adnan Esen – Erdal Keser, Bülent Alkılıç, Rüdiger Abramczik Trainer: Jupp Derwall ( Deutschland)                              |
| Trabzonspor                            | Şenol Güneş – Necati Özçağlayan (80. Lemi Çelik), Kemal Serdar, Şenol Ustaömer, Bahaddin Güneş – Turgay Semercioğlu, Güngör Şahinkaya, Tuncay Soyak (69. Selami Güven), İskender Günen – Hasan Vezir, Hasan Şengün Trainer: İlyas Akçay |
| Gelbe Karten                           | / – Hasan Şengün, Şenol Ustaömer |

#### Türkisches Pokalfinale 1991
| MKE Ankaragücü – Galatasaray Istanbul 1:3 n. V. (1:1, 1:1) | |
| Austragungsort                                             | Atatürk-Stadion Izmir, 8. Mai 1991 – SR: Hasan Ceylan (Izmir) |
| Ankaragücü                                                 | Rade Zalad – Serhat Güller, Erhan Çağlayan, Bahaddin Güneş, Ergün Yücel (107. Tarık Üstün) – Sinan Engin (105. Beyzat Kaya), Abdullah Duran, Cengiz Alp, Hayati Soydaş – Hayrettin Kılıç, Sead Sabotic Trainer: Samet Aybaba                    |
| Galatasaray                                                | Hayrettin Demirbaş – Bülent Korkmaz, Cüneyt Tanman, Yusuf Altıntaş, Metin Yıldız – Tugay Kerimoğlu, Muhammed Altıntaş, Uğur Tütüneker (115. Iosif Rotariu) – Tanju Çolak, Erdal Keser, Hasan Vezir (55. Cevad Prekazi) Trainer: Mustafa Denizli |
| Tore                                                       | 1:0 Cengiz Alp (17.), 1:1 Tanju Çolak (18.), 1:2 Uğur Tütüneker (106.), 1:3 Tugay Kerimoğlu (120.) |
| Gelbe Karten                                               | Cengiz Alp, Bahaddin Güneş, Ergün Yücel – Bülent Korkmaz, Yusuf Altıntaş, Tugay Kerimoğlu, Uğur Tütüneker |

#### Türkisches Pokalfinale 1993
(Hinspiel)
| Galatasaray Istanbul – Beşiktaş Istanbul 1:0 (1:0) | |
| Austragungsort                                     | Ali-Sami-Yen-Stadion Istanbul, 24. März 1993 – SR: Bülent Yavuz |
| Galatasaray                                        | Hayrettin Demirbaş – Reinhard Stumpf (86. Şevket Candar), Bülent Korkmaz, Mert Korkmaz, Falko Götz – Suat Kaya (80. Uğur Tütüneker), Tugay Kerimoğlu, Hamza Hamzaoğlu, Erdal Keser – Arif Erdem, Hakan Şükür Trainer: Karl-Heinz Feldkamp ( Deutschland) |
| Beşiktaş                                           | Jarosław Bako – Ulvi Güveneroğlu, Recep Çetin, Mutlu Topçu, Ali Günçar – Rıza Çalımbay, Fany Madida, Mehmet Özdilek, Metin Tekin (80. Turan Uzun) – Feyyaz Uçar, Mitar Mrkela (65. Yusuf Tokaç) Trainer: Gordon Milne ( England)                         |
| Tore                                               | 1:0 Erdal Keser (44.) |
| Gelbe Karten                                       | Mert Korkmaz, Hakan Şükür, Erdal Keser – Recep Çetin |

(Rückspiel)
| Beşiktaş Istanbul – Galatasaray Istanbul 2:2 (1:2) | |
| Austragungsort                                     | Inönü-Stadion Istanbul, 7. April 1993 – SR: Ahmet Çakar (Çankırı) |
| Beşiktaş                                           | Jarosław Bako – Kadir Akbulut, Recep Çetin, Mutlu Topçu, Ali Günçar (75. Metin Tekin) – Rıza Çalımbay, Fany Madida, Mehmet Özdilek, Ulvi Güveneroğlu, Turan Uzun (62. Mitar Mrkela) – Feyyaz Uçar Trainer: Gordon Milne ( England)                         |
| Galatasaray                                        | Hayrettin Demirbaş – Reinhard Stumpf, Bülent Korkmaz, Yusuf Altıntaş (55. Şevket Candar), Falko Götz – Suat Kaya, Tugay Kerimoğlu, Hamza Hamzaoğlu, Erdal Keser – Arif Erdem, Hakan Şükür (75. Uğur Tütüneker) Trainer: Karl-Heinz Feldkamp ( Deutschland) |
| Tore                                               | 0:1 Hakan Şükür (2.), 0:2 Arif Erdem (26.), 1:2 Feyyaz Uçar (44.), 2:2 Ulvi Güveneroğlu (84.) |
| Gelbe Karten                                       | Hayrettin Demirbaş, Erdal Keser – Turan Uzun, Ali Günçar |
| Platzverweise                                      | Kadir Akbulut (81.) – Suat Kaya (27.), Falko Götz (60.) |

#### Türkisches Pokalfinale 1994
(Hinspiel)
| Galatasaray Istanbul – Beşiktaş Istanbul 0:0 | |
| Austragungsort                               | Ali-Sami-Yen-Stadion Istanbul, 6. April 1994 – SR: Bülent Yavuz |
| Galatasaray                                  | Hayrettin Demirbaş – Reinhard Stumpf (35. Cihat Arslan), Bülent Korkmaz, Hamza Hamzaoğlu – Suat Kaya, Tugay Kerimoğlu, Falko Götz, Uğur Tütüneker – Roger Ljung, Hakan Şükür (46. Yusuf Tepekule), Arif Erdem Trainer: Reiner Hollmann ( Deutschland) |
| Beşiktaş                                     | Zafer Öğer – Mutlu Topçu, Ali Günçar, Alpay Özalan, Gökhan Keskin – Fani Madida, Sergen Yalçın (81. Oktay Derelioğlu), Rıza Çalımbay, Metin Uzun – Osvaldo Nartallo (68. Metin Tekin), Feyyaz Uçar Trainer: Christoph Daum ( Deutschland)             |
| Platzverweise                                | Alpay Özalaen (54.) – / |

(Rückspiel)
| Beşiktaş Istanbul – Galatasaray Istanbul 3:2 (2:1) | |
| Austragungsort                                     | Inönü-Stadion Istanbul, 4. Mai 1994 – SR: Ahmet Çakar (Çankırı) |
| Beşiktaş                                           | Zafer Öğer – Mutlu Topçu, Ali Günçar, Gökhan Keskin, Recep Çetin – Fani Madida (72. Alpay Özalan), Rıza Çalımbay, Metin Tekin (85. Sergen Yalçın) – Osvaldo Nartallo, Feyyaz Uçar, Mehmet Özdilek Trainer: Christoph Daum ( Deutschland)                        |
| Galatasaray                                        | Hayrettin Demirbaş – Reinhard Stumpf, Bülent Korkmaz, Mert Korkmaz, Soner Tolungüç (46. Benhur Babaoğlu) – Hamza Hamzaoğlu, Tugay Kerimoğlu, Uğur Tütüneker – Roger Ljung, Hakan Şükür (46. Yusuf Altıntaş), Arif Erdem Trainer: Reiner Hollmann ( Deutschland) |
| Tore                                               | 0:1 Hakan Şükür (11.), 1:1 Fani Madida (15.), 2:1 Metin Tekin (22.), 2:2 Bülent Korkmaz (78.), 3:2 Sergen Yalçın (83.) |
| Gelbe Karten                                       | Mehmet Özdilek, Osvaldo Nartallo – Yusuf Altıntaş |

#### Türkisches Pokalfinale 1995
(Hinspiel)
| Galatasaray Istanbul – Trabzonspor 2:3 (0:1) | |
| Austragungsort                               | Ali-Sami-Yen-Stadion Istanbul, 5. April 1995 – SR: Mustafa Çulcu (Gönen) |
| Galatasaray                                  | Nezih Ali Boloğlu – Norman Mapeza (75. Uğur Tütüneker), Bülent Korkmaz, Feti Okuroğlu, Sedat Balkanlı – Tugay Kerimoğlu, Suat Kaya, Hamza Hamzaoğlu – Saffet Sancaklı, Hakan Şükür, Arif Erdem (65. Okan Buruk) Trainer: Müfit Erkasap |
| Trabzonspor                                  | Nihat Tümkaya – Lemi Çelik, Abdullah Ercan, Ogün Temizkanoğlu, Osman Özköylü – Tolunay Kafkas, Ünal Karaman, Orhan Kaynak (72. Semavi Uzun) – Hami Mandıralı (89. Hamdi Aslan), Schota Arweladse, Cengiz Atila Trainer: Şenol Güneş    |
| Tore                                         | 0:1 Hami Mandıralı (11.), 0:2 Schota Arweladse (60.), 1:2 Sedat Balkanlı (66.), 2:2 Tugay Kerimoğlu (84. Elfmeter), 2:3 Hami Mandıralı (88.)                                                                                           |
| Gelbe Karten                                 | Okan Buruk – Lemi Çelik, Orhan Kaynak, Abdullah Ercan, Ünal Karaman |
| Platzverweise                                | Saffet Sancaklı (76.) – / |

(Rückspiel)
| Trabzonspor – Galatasaray Istanbul 1:0 (1:0) | |
| Austragungsort                               | Hüseyin-Avni-Aker-Stadion Trabzon, 12. April 1995 – SR: Ayhan Yücebilgiç |
| Trabzonspor                                  | Nihat Tümkaya – Lemi Çelik, Abdullah Ercan, Ogün Temizkanoğlu, Osman Özköylü – Tolunay Kafkas, Ünal Karaman, Cengiz Atila – Orhan Kaynak (80. Hamdi Aslan), Hami Mandıralı, Schota Arweladse (70. Soner Boz) Trainer: Şenol Güneş |
| Galatasaray                                  | Nezih Ali Boloğlu – Norman Mapeza, Hakan Ünsal, Feti Okuroğlu, Sedat Balkanlı – Tugay Kerimoğlu (55. Ergün Penbe), Suat Kaya, Okan Buruk, Yusuf Tepekule (64. Uğur Tütüneker) – Hakan Şükür, Arif Erdem Trainer: Müfit Erkasap    |
| Tore                                         | 1:0 Orhan Kaynak (16.) |
| Gelbe Karten                                 | Orhan Kaynak, Osman Özköylü – Norman Mapeza, Hakan Ünsal |

#### Türkisches Pokalfinale 1996
(Hinspiel)
| Galatasaray Istanbul – Fenerbahçe Istanbul 1:0 (1:0) | |
| Austragungsort                                       | Ali-Sami-Yen-Stadion Istanbul, 11. April 1996 – SR: Ahmet Çakar (Çankırı) |
| Galatasaray                                          | Brad Friedel – Feti Okuroğlu, Bülent Korkmaz, Evren Turhan, Ulrich van Gobbel – Tugay Kerimoğlu, Ufuk Talay (60. Hakan Ünsal), Ergün Penbe (80. İlyas Kahraman) – Dean Saunders (70. Mert Korkmaz), Hakan Şükür, Arif Erdem Trainer: Graeme Souness ( Schottland) |
| Fenerbahçe                                           | Rüştü Reçber – Erol Bulut (60. Halil İbrahim Kara), Jes Høgh, Uche Okechukwu, İlker Yağcıoğlu – Kemalettin Şentürk (60. Aygün Taşkıran), Bülent Uygun, Tayfun Korkut, Oğuz Çetin – Elvir Bolić, Dalian Atkinson Trainer: Carlos Alberto Parreira ( Brasilien)     |
| Tore                                                 | 1:0 Dean Saunders (5. Foulelfmeter) |
| Gelbe Karten                                         | Feti Okuroğlu, Tugay Kerimoğlu, Evren Turhan – Rüştü Reçber, Kemalttin Şentürk, Oğuz Çetin, İlker Yağcıoğlu |

(Rückspiel)
| Fenerbahçe Istanbul – Galatasaray Istanbul 1:1 n. V. (1:0, 1:0) | |
| Austragungsort                                                  | Şükrü-Saraçoğlu-Stadion Istanbul, 24. April 1996 – SR: Ayhan Yücebilgiç |
| Fenerbahçe                                                      | Rüştü Reçber – Erol Bulut, Jes Høgh, Uche Okechukwu, İlker Yağcıoğlu – Kemalettin Şentürk (40. Saffet Akbaş), Bülent Uygun, Tayfun Korkut, Oğuz Çetin (106. Tarık Daşgün) – Elvir Bolić, Aykut Kocaman (70. Dalian Atkinson) Trainer: Carlos Alberto Parreira ( Brasilien) |
| Galatasaray                                                     | Brad Friedel – Feti Okuroğlu, Bülent Korkmaz, Hakan Ünsal, Ulrich van Gobbel – Tugay Kerimoğlu, Suat Kaya (115. Ufuk Talay), Ergün Penbe (72. İlyas Kahraman) – Dean Saunders, Hakan Şükür, Arif Erdem (65. Okan Buruk) Trainer: Graeme Souness ( Schottland)              |
| Tore                                                            | 1:0 Aykut Kocaman (34.), 1:1 Dean Saunders (116.) |
| Gelbe Karten                                                    | İlker Yağcıoğlu – Suat Kaya, Hakan Ünsal, Ulrich van Gobbel |

#### Türkisches Pokalfinale 1998
(Hinspiel)
| Beşiktaş Istanbul – Galatasaray Istanbul 1:1 (0:0) | |
| Austragungsort                                     | Inönü-Stadion Istanbul, 25. März 1998 – SR: Orhan Erdemir (Istanbul) |
| Beşiktaş                                           | Fevzi Tuncay – Erkan Avseren, Ali Eren Beşerler, Slatko Jankow, Rahim Zafer – Mutlu Topçu, Tayfur Havutçu, Mehmet Özdilek – Daniel Amokachi, Ertuğrul Sağlam, Oktay Derelioğlu Trainer: John Toshack ( Wales)                             |
| Galatasaray                                        | Mehmet Bölükbaşı – Hakan Ünsal, Fatih Akyel, Bülent Korkmaz, Gheorghe Popescu – Iulian Filipescu, Gheorghe Hagi (79. Emre Belözoğlu), Suat Kaya, Okan Buruk, Ergün Penbe – Hakan Şükür, Arif Erdem (72. Ergün Penbe) Trainer: Fatih Terim |
| Tore                                               | 0:1 Okan Buruk (52.), 1:1 Ertuğrul Sağlam (85.) |
| Gelbe Karten                                       | Ertuğrul Sağlam – Gheorghe Hagi |

(Rückspiel)
| Galatasaray Istanbul – Beşiktaş Istanbul 1:1 n. V. (1:1 1:0), 2:4 i. E. | |
| Austragungsort                                                          | Ali-Sami-Yen-Stadion Istanbul, 8. April 1998, – SR: Erol Ersoy (Istanbul) |
| Galatasaray                                                             | Mehmet Bölükbaşı – Gheorghe Popescu, Fatih Akyel (46. Emre Belözoğlu), Bülent Korkmaz, Hakan Ünsal (82. Osman Coşkun) – Tugay Kerimoğlu, Gheorghe Hagi, Okan Buruk, Iulian Filipescu – Arif Erdem, Hakan Şükür Trainer: Fatih Terim                |
| Beşiktaş                                                                | Fevzi Tuncay – Erkan Avseren, Alpay Özalan, Slatko Jankow, Rahim Zafer – Yusuf Tokaç (62. Mutlu Topçu), Tayfur Havutçu, Mehmet Özdilek – Daniel Amokachi, Ertuğrul Sağlam, Oktay Derelioğlu (108. Hikmet Çapanoğlu) Trainer: John Toshack ( Wales) |
| Tore                                                                    | 0:1 Mehmet Özdilek (44.), 1:1 Arif Erdem (71.) |
| Gelbe Karten                                                            | Gheorghe Hagi, Hakan Ünsal, Gheorghe Popescu – Oktay Derelioğlu, Slatko Jankow, Alpay Özalan, Tayfur Havutçu |

#### Türkisches Pokalfinale 1999
(Hinspiel)
| Galatasaray Istanbul – Beşiktaş Istanbul 0:0 | |
| Austragungsort                               | Ali-Sami-Yen-Stadion Istanbul, 14. April 1999, – SR: Muhittin Boşat (Istanbul) |
| Galatasaray                                  | Cláudio Taffarel – Ümit Davala, Fatih Akyel, Bülent Korkmaz, Hakan Ünsal – Suat Kaya, Gheorghe Hagi, Okan Buruk, Emre Belözoğlu (73. Ergün Penbe) – Arif Erdem (83. Tugay Kerimoğlu), Hakan Şükür Trainer: Fatih Terim                                        |
| Beşiktaş                                     | Fevzi Tuncay – Ali Eren Beşerler, Mutlu Topçu, Jamal Sellami, Ayhan Akman (68. José del Solar) – Yasin Sülün, Mehmet Özdilek, Savaş Kaya – Daniel Amokachi (88. Serdar Topraktepe), Ertuğrul Sağlam, Oktay Derelioğlu (76. Nihat Kahveci) Trainer: Fuat Yaman |
| Gelbe Karten                                 | Gheorghe Hagi – Mehmet Özdilek, Oktay Derelioğlu, Daniel Amokachi, Ayhan Akman, José del Solar |

(Rückspiel)
| Beşiktaş Istanbul – Galatasaray Istanbul 0:2 (0:0) | |
| Austragungsort                                     | Inönü-Stadion Istanbul, 5. Mai 1999 – SR: Oğuz Sarvan |
| Beşiktaş                                           | Fevzi Tuncay – Alpay Özalan, Mutlu Topçu, Jamal Sellami (82. Erkan Avseren), Ayhan Akman (75. Christopher Ohen) – Yasin Sülün, Tayfur Havutçu, Mehmet Özdilek, Savaş Kaya – Daniel Amokachi, Ertuğrul Sağlam (65. Nihat Kahveci)Trainer: Fuat Yaman |
| Galatasaray                                        | Cláudio Taffarel – Ümit Davala (89. Ufuk Talay), Fatih Akyel, Bülent Korkmaz, Gheorghe Popescu – Hakan Ünsal, Suat Kaya, Okan Buruk (85. Vedat İnceefe), Ergün Penbe (83. Tugay Kerimoğlu), Emre Belözoğlu – Hakan Şükür Trainer: Fatih Terim       |
| Tore                                               | 0:1 Ümit Davala (52.), 0:2 Ümit Davala (68.) |
| Gelbe Karten                                       | Jamal Sellami, Alpay Özalan, Yasin Sülün – Emre Belözoğlu, Hakan Ünsal |

#### Türkisches Pokalfinale 2000
| Antalyaspor – Galatasaray Istanbul 3:5 n. V., (1:1, 2:2) | |
| Austragungsort                                           | Atatürk-Stadion Diyarbakır, 3. Mai 2000 – SR: Metin Tokat (Batman) |
| Antalyaspor                                              | Adnan Karahan – Burhan Saatcioğlu, Şenol Yavaş (97. Ahmet Sönmez), Nuri Kamburoğlu, Dursun Karaman (65. Maurizio Gaudino) – Kamil Çakır, Goscho Gintschew, Vedin Musić, Mustafa Gürsel – Zafer Demiray, Fazlı Ulusal (63. Mame Adama Gueye) Trainer: Metin Ünal |
| Galatasaray                                              | Kerem İnan – Hakan Ünsal, Gheorghe Popescu (95. Mehmet Yozgatlı), Capone, Ümit Davala – Ahmet Yıldırım, Okan Buruk, Gheorghe Hagi (80. Hasan Şaş), Ergün Penbe – Arif Erdem (46. Márcio Mixirica), Hakan Şükür Trainer: Fatih Terim                             |
| Tore                                                     | 0:1 Ümit Davala (13.), 1:1 Mustafa Gürsel (40.), 2:1 Zafer Demiray (70.), 2:2 Márcio Mixirica (72.), 3:2 Kamil Çakır (94.), 3:3 Hakan Ünsal (99.), 3:4 Mehmet Yozgatlı (112.), 3:5 Hakan Şükür (115.)                                                           |
| Gelbe Karten                                             | Kamil Çakır, Mustafa Gürsel – Gheorghe Hagi, Márcio Mixirica |

#### Türkisches Pokalfinale 2005
| Galatasaray Istanbul – Fenerbahçe Istanbul 5:1 (3:1) | |
| Austragungsort                                       | Atatürk-Olympiastadion Istanbul, 11. Mai 2005 – SR: Serdar Tatlı (Şanlıurfa) |
| Galatasaray                                          | Faryd Mondragón – Cihan Haspolatlı, Rigobert Song, Stjepan Tomas, Orhan Ak (46. Uğur Uçar) – Franck Ribéry (52. Sabri Sarıoğlu), Ayhan Akman, Flávio Conceição, Ergün Penbe – Necati Ateş (59. Hasan Şaş) – Hakan Şükür Trainer: Gheorghe Hagi ( Rumänien) |
| Fenerbahçe                                           | Rüştü Reçber – Serkan Balcı, Deniz Barış, Fábio Luciano, Önder Turacı – Selçuk Şahin (46. Pierre van Hooijdonk), Mehmet Aurélio, Tuncay Şanlı (46. Semih Şentürk), Alex – Serhat Akın (70. Mehmet Yozgatlı), Mert Nobre Trainer: Christoph Daum            |
| Tore                                                 | 1:0 Franck Ribéry (15.), 2:0 Necati Ateş (23.), 3:0 Hakan Şükür (36.), 3:1 Fabio Luciano (40.), 4:1 Hakan Şükür (71.), 5:1 Hakan Şükür (88.) |
| Gelbe Karten                                         | Orhan Ak, Okan Buruk, Hakan Şükür – Alex, Serkan Balcı |

#### Türkisches Pokalfinale 2014
| Eskişehirspor – Galatasaray Istanbul 0:1 (0:0) | |
| Austragungsort                                 | Atatürk-Stadion Konya, 7. Mai 2014 – SR: Hüseyin Göçek (Istanbul) |
| Eskişehirspor                                  | Ruud Boffin – Tarık Çamdal, Sezgin Coşkun , Jerry Akaminko, Kamil Ahmet Çörekçi – Hürriyet Gücer (79. Erman Kılıç), Raheem Lawal, Özgür Çek (46. Necati Ateş), Erkan Zengin – Cristóbal Jorquera – Diomansy Kamara Trainer: Ertuğrul Sağlam |
| Galatasaray                                    | Fernando Muslera – Alex Telles, Hakan Balta, Aurélien Chedjou, Semih Kaya – Felipe Melo, Selçuk İnan, Wesley Sneijder, Yekta Kurtuluş (82. Hamit Altıntop), Sabri Sarıoğlu – Burak Yılmaz Trainer: Roberto Mancini ( Italien)               |
| Tore                                           | 0:1 Wesley Sneijder (70.) |
| Gelbe Karten                                   | Sezgin Coşkun, Jerry Akaminko – Wesley Sneijder |

#### Türkisches Pokalfinale 2015
| Galatasaray Istanbul – Bursaspor 3:2 (1:1) | |
| Austragungsort                             | Atatürk-Stadion Bursa, 3. Juni 2015 – SR: Bülent Yıldırım (Kayseri) |
| Galatasaray                                | Sinan Bolat – Alex Telles, Hakan Balta, Semih Kaya, Sabri Sarıoğlu – Yasin Öztekin, Selçuk İnan (89. Umut Bulut), Felipe Melo, Wesley Sneijder, Hamit Altıntop (78. Emre Çolak) – Burak Yılmaz (90+2. Olcan Adın) Trainer: Hamza Hamzaoğlu |
| Bursaspor                                  | Harun Tekin – Aziz Behich (64. Emre Taşdemir), Ertuğrul Ersoy, Şamil Çinaz, Şener Özbayraklı – Ozan Tufan (86. Bekir Yılmaz), Fernando Belluschi, Volkan Şen , Josué, Cédric Bakambu (90. Enes Ünal) – Fernandão Trainer: Şenol Güneş      |
| Tore                                       | 0:1 Fernandão (27. Foulelfmeter), 1:1 Burak Yılmaz (40.), 2:1 Burak Yılmaz (48.), 2:2 Volkan Şen (58.), 3:2 Burak Yılmaz (60.) |
| Gelbe Karten                               | Felipe Melo, Aurélien Chedjou, Sinan Bolat, Sabri Sarıoğlu – Fernandão, Şamil Cinaz, Josué |

#### Türkisches Pokalfinale 2016
| Galatasaray Istanbul – Fenerbahçe Istanbul 1:0 (1:0) | |
| Austragungsort                                       | Antalya Arena Antalya, 26. Mai 2016 – SR: Mete Kalkavan (Istanbul) |
| Galatasaray                                          | Fernando Muslera – Semih Kaya, Jason Denayer, Hakan Balta, Lionel Carole – Emre Çolak (89. Martin Linnes), Selçuk İnan , Sinan Gümüş (65. Sabri Sarıoğlu), Wesley Sneijder (46. Aurélien Chedjou), Yasin Öztekin – Lukas Podolski Trainer: Jan Olde Riekerink ( Niederlande) |
| Fenerbahçe Istanbul                                  | Fabiano Ribeiro – Şener Özbayraklı (79. Gökhan Gönül), Simon Kjær, Abdoulaye Ba, Hasan Ali Kaldırım – Mehmet Topal , Souza, Alper Potuk (68. Lazar Marković), Nani, Volkan Şen – Robin van Persie (46. Fernandão) Trainer: Vítor Pereira ( Portugal)                         |
| Tore                                                 | 1:0 Lukas Podolski (31.) |
| Gelbe Karten                                         | Fernando Muslera, Semih Kaya, Hakan Balta, Yasin Öztekin, Selçuk İnan – Alper Potuk |

#### Türkisches Pokalfinale 2019
| Akhisarspor – Galatasaray Istanbul 1:3 (1:0) | |
| Austragungsort                               | Yeni 4 Eylül Stadyumu Sivas, 15. Mai 2019 – SR: Suat Arslanboğa (Malatya) |
| Akhisarspor                                  | Fatih Öztürk – Avdija Vršajević (60. Aykut Çeviker), Rajko Rotman, Caner Osmanpaşa, Kadir Keleş – Zeki Yavru (90. Sokol Cikalleshi), Abdoul Sissoko, Hélder Barbosa, Miguel Lopes – Güray Vural (87. Jeremy Bokila), Elvis Manu Trainer: Cem Kavçak |
| Galatasaray                                  | Fernando Muslera – Mariano, Marcão, Christian Luyindama, Martin Linnes – Selçuk İnan (74. Ryan Donk), Papa Alioune Ndiaye (67. Sinan Gümüş), Sofiane Feghouli (90+1. Fernando), Younès Belhanda – Henry Onyekuru, Mbaye Diagne Trainer: Fatih Terim |
| Tore                                         | 1:0 Elvis Manu (57.), 1:1 Sinan Gümüş (80., Elfmeter), 1:2 Sofiane Feghouli (88.), 1:3 Mbaye Diagne (90+4.) |
| Gelbe Karten                                 | Rajko Rotman, Avdija Vršajević, Miguel Lopes, Jeremy Bokila, Fatih Öztürk, Güray Vural, Abdoul Sissoko – Christian Luyindama, Sofiane Feghouli |
| Platzverweise                                | Miguel Lopes (78.) – / |

#### Türkisches Pokalfinale 2025
| Trabzonspor – Galatasaray Istanbul 0:3 (0:1) | |
| Austragungsort                               | Gaziantep Stadyumu Gaziantep, 14. Mai 2025 – SR: Cihan Aydın (Bursa) |
| Trabzonspor                                  | Uğurcan Çakır – Mustafa Eskihellaç, Arseniy Batagov (45.+2' John Lundstram), Stefan Savić, Pedro Malheiro – Okay Yokuşlu (60. Denis Drăguș), Batista Mendy (80. Serdar Saatçı), Anthony Nwakaeme, Ozan Tufan (80. Muhammed Cham), Oleksandr Subkow – Simon Banza (60. Edin Višća) Trainer: Fatih Tekke |
| Galatasaray                                  | Günay Güvenç – Eren Elmalı (78. Ismail Jakobs), Abdülkerim Bardakcı (72. Kaan Ayhan), Davinson Sánchez, Roland Sallai – Mario Lemina (72. Kerem Demirbay), Lucas Torreira, Barış Alper Yılmaz, Gabriel Sara (62. Álvaro Morata), Yunus Akgün – Victor Osimhen (72. Dries Mertens) Trainer: Okan Buruk  |
| Tore                                         | 0:1 Barış Alper Yılmaz (5.), 0:2 Victor Osimhen (46.), 0:3 Victor Osimhen (46.) |
| Gelbe Karten                                 | Stefan Savić, John Lundstram – Gabriel Sara, Dries Mertens, Roland Sallai |

### Teilnahme an Endspielen des türkischen Supercups

#### Türkischer Supercup 2006
| Galatasaray Istanbul (Meister) – Beşiktaş Istanbul (Pokalsieger) 0:1 (0:0) | |
| Austragungsort                                                             | Commerzbank-Arena Frankfurt am Main, 30. Juli 2006, Zuschauer: ca. 30.000 – SR: Bülent Demirlek (Uşak) |
| Galatasaray                                                                | Faryd Mondragón – Rigobert Song, Tolga Seyhan, Ergün Penbe, Mehmet Güven – Cihan Haspolatlı, Sabri Sarıoğlu (77. Aydın Yılmaz) Hasan Şaş, Saša Ilić (72. Ayhan Akman) – Hakan Şükür, Necati Ateş (72. Özgürcan Özcan) Trainer: Eric Gerets ( Belgien) |
| Beşiktaş Istanbul                                                          | Vedran Runje – İbrahim Toraman, Gökhan Zan, İbrahim Üzülmez, Baki Mercimek – Kléberson, Koray Avcı, Matías Delgado, Fahri Tatan (70. Serdar Kurtuluş) – Gökhan Güleç (70. Bobô), Mert Nobre Trainer: Jean Tigana ( Frankreich)                        |
| Tore                                                                       | 0:1 Mert Nobre (60.) |
| Gelbe Karten                                                               | Hasan Şaş, Rigobert Song, Tolga Seyhan – Gökhan Güleç, Matias Delgado |

#### Türkischer Supercup 2008
| Galatasaray Istanbul (Meister) – Kayserispor (Pokalsieger) 2:1 (0:0) | |
| Austragungsort                                                       | MSV-Arena Duisburg, 18. August 2008, Zuschauer: 20.000 – SR: Selçuk Dereli (Andırın) |
| Galatasaray                                                          | Aykut Erçetin – Sabri Sarıoğlu, Servet Çetin, Fernando Meira, Hakan Balta (73. Volkan Yaman) – Barış Özbek (66. Harry Kewell), Mehmet Topal, Ayhan Akman, Hasan Şaş (84. Alparslan Erdem), Lincoln – Shabani Nonda Trainer: Michael Skibbe ( Deutschland)        |
| Kayserispor                                                          | Souleymanou Hamidou – Koray Çölgeçen (70. Durmuş Bayram), Eren Güngör, Ali Turan, Delio Toledo – Mehmet Topuz , Alioum Saidou, Abdullah Durak (88. Matias Escobar), Mehmet Eren Boyraz – Milan Purović (74. Umut Koçin), Julius Aghahowa Trainer: Tolunay Kafkas |
| Tore                                                                 | 1:0 Harry Kewell (66.), 2:0 Shabani Nonda (73.), 2:1 Mehmet Topuz (89.) |
| Gelbe Karten                                                         | Lincoln, Shabani Nonda – Alioum Saidou, Durmus Bayram |

#### Türkischer Supercup 2012
Am 12. August 2012 standen sich Galatasaray Istanbul und Fenerbahçe Istanbul zum ersten Mal im Finale um den türkischen Supercup gegenüber.
| Galatasaray Istanbul (Meister) – Fenerbahçe Istanbul (Pokalsieger) 3:2 (1:1) | |
| Austragungsort                                                               | Kâzım-Karabekir-Stadion Erzurum, 12. August 2012, Zuschauer: 25.000 – SR: Cüneyt Çakır (Istanbul) |
| Galatasaray                                                                  | Fernando Muslera – Emmanuel Eboué, Dany Nounkeu, Semih Kaya, Hakan Balta – Hamit Altıntop, Engin Baytar, Selçuk İnan, Emre Çolak (83. Aydın Yılmaz) – Umut Bulut (90.+6' Necati Ateş), Johan Elmander (69. Nordin Amrabat) Trainer: Fatih Terim |
| Fenerbahçe                                                                   | Volkan Demirel (16. Mert Günok) – Orhan Şam (90.+1' Moussa Sow), Bekir İrtegün, Egemen Korkmaz, Hasan Ali Kaldırım – Mehmet Topuz, Mehmet Topal (69. Miloš Krasić), Cristian Baroni, Caner Erkin, Alex – Dirk Kuyt Trainer: Aykut Kocaman       |
| Tore                                                                         | 1:0 Umut Bulut (19.), 1:1 Alex (45.+2'), 2:1 Umut Bulut (57.), 2:2 Dirk Kuyt (65.), 3:2 Selçuk İnan (90. Foulelfmeter) |
| Gelbe Karten                                                                 | Selçuk İnan – Alex, Orhan Şam, Bekir İrtegün, Mehmet Topuz |
| Platzverweise                                                                | Engin Baytar (66.) – / |

#### Türkischer Supercup 2013
| Galatasaray Istanbul (Meister) – Fenerbahçe Istanbul (Pokalsieger) 1:0 n. V. (0:0) | |
| Austragungsort                                                                     | Kadir-Has-Stadion Kayseri, 11. August 2013, Zuschauer: 26.428 – SR: Bülent Yıldırım (Pınarbaşı) |
| Galatasaray                                                                        | Fernando Muslera – Emmanuel Eboué, Gökhan Zan, Semih Kaya, Hakan Balta – Felipe Melo, Selçuk İnan, Wesley Sneijder (108. Emre Çolak), Hamit Altıntop (80. Umut Bulut), Nordin Amrabat (80. Erman Kılıç) – Didier Drogba Trainer: Ümit Davala (Stellvertreter) |
| Fenerbahçe                                                                         | Mert Günok – Mehmet Topuz, Bekir İrtegün, Bruno Alves, Hasan Ali Kaldırım – Mehmet Topal, Emre Belözoğlu (103. Caner Erkin), Cristian Baroni (58. Alper Potuk) – Dirk Kuyt, Moussa Sow, Pierre Webó (80. Michal Kadlec) Trainer: Ersun Yanal                  |
| Tore                                                                               | 1:0 Didier Drogba (99.) |
| Gelbe Karten                                                                       | Nordin Amrabat, Hamit Altıntop, Gökhan Zan, Felipe Melo, Didier Drogba, Fernando Muslera – Mehmet Topuz, Bruno Alves, Pierre Webó, Caner Erkin |
| Platzverweise                                                                      | / – Bruno Alves (63.) |

#### Türkischer Supercup 2014
| Fenerbahçe Istanbul (Meister) – Galatasaray Istanbul (Pokalsieger) 0:0 n. V. (0:0, 0:0), 3:2 i. E. | |
| Austragungsort                                                                                     | 19 Mayıs Stadı Manisa, 25. August 2014 – SR: Mustafa Kamil Abitoğlu (Alanya) |
| Fenerbahçe                                                                                         | Volkan Demirel – Gökhan Gönül, Bekir İrtegün, Bruno Alves (82. Michal Kadlec), Caner Erkin – Raul Meireles, Mehmet Topal, Emre Belözoğlu (88. Alper Potuk) – Dirk Kuyt, Moussa Sow (116. Mehmet Topuz), Emmanuel Emenike Trainer: İsmail Kartal           |
| Galatasaray                                                                                        | Fernando Muslera – Veysel Sarı, Semih Kaya, Aurélien Chedjou, Alex Telles (104. Hakan Balta) – Felipe Melo, Selçuk İnan , Yasin Öztekin (60. Yekta Kurtuluş), Wesley Sneijder (60. Bruma), Olcan Adın – Burak Yılmaz Trainer: Cesare Prandelli ( Italien) |
| Gelbe Karten                                                                                       | Emre Belözoğlu, Bruno Alves, Emmanuel Emenike, Dirk Kuyt, Volkan Demirel (Elfmeterschießen) – Selçuk İnan, Veysel Sarı, Alex Telles, Burak Yılmaz, Felipe Melo (Elfmeterschießen)                                                                         |

#### Türkischer Supercup 2015
| Galatasaray Istanbul (Meister/Pokalsieger) – Bursaspor (Pokalfinalist) 1:0 (1:0) | |
| Austragungsort                                                                   | Osmanlı Stadı Ankara, 8. August 2015 – SR: Cüneyt Çakır (Istanbul) |
| Galatasaray                                                                      | Fernando Muslera – Alex Telles, Aurélien Chedjou, Hakan Balta, Sabri Sarıoğlu – Bilal Kısa, Yasin Öztekin, Selçuk İnan , Wesley Sneijder (77. Umut Bulut), Lukas Podolski (84. Jem Karacan) – Burak Yılmaz (63. Emre Çolak) Trainer: Hamza Hamzaoğlu |
| Bursaspor                                                                        | Mert Günok – Emre Taşdemir, Serdar Aziz, Erdem Özgenç, Aziz Behich (71. Ozan İpek), Tomáš Sivok – Şamil Çinaz, Ozan Tufan, Josue, Cristóbal Jorquera (72. Luis Advíncula) – Cédric Bakambu Trainer: Ertuğrul Sağlam                                  |
| Tore                                                                             | 1:0 Yasin Öztekin (21.) |
| Gelbe Karten                                                                     | Selçuk İnan, Yasin Öztekin, Lukas Podolski – Ozan İpek |
| Platzverweise                                                                    | Emre Çolak (63.) – / |

#### Türkischer Supercup 2016
| Beşiktaş Istanbul (Meister) – Galatasaray Istanbul (Pokalsieger) 1:1 n. V. (0:0, 0:0), 0:3 i. E. | |
| Austragungsort                                                                                   | Konya Büyükşehir Stadı Konya, 13. August 2016 – SR: Mete Kalkavan (Istanbul) |
| Beşiktaş                                                                                         | Tolga Zengin – Andreas Beck, Marcelo, Necip Uysal (106. Adriano), Duško Tošić – Kerim Frei (46. Ricardo Quaresma), Atiba Hutchinson, Oğuzhan Özyakup, Tolgay Arslan (73. Ömer Şişmanoğlu), Olcay Şahan – Cenk Tosun Trainer: Şenol Güneş              |
| Galatasaray                                                                                      | Fernando Muslera – Martin Linnes, Aurélien Chedjou, Hakan Balta, Lionel Carole – Sinan Gümüş (88. Yasin Öztekin), Tolga Ciğerci, Selçuk İnan , Wesley Sneijder, Bruma – Lukas Podolski (43. Eren Derdiyok) Trainer: Jan Olde Riekerink ( Niederlande) |
| Tore                                                                                             | 0:1 Hakan Balta (100.), 1:1 Aurélien Chedjou (107. Eigentor) |
| Gelbe Karten                                                                                     | Andreas Beck, Oğuzhan Özyakup, Necip Uysal – Tolga Ciğerci |

#### Türkischer Supercup 2018
| Galatasaray Istanbul (Meister) – Akhisarspor (Pokalsieger) 1:1 n. V. (1:1, 0:1), 4:5 i. E. | |
| Austragungsort                                                                             | Konya Büyükşehir Stadı Konya, 5. August 2018 – SR: Cüneyt Çakır (Istanbul) |
| Galatasaray                                                                                | Fernando Muslera – Yūto Nagatomo (102. Lionel Carole), Serdar Aziz, Maicon, Martin Linnes, Garry Rodrigues, Fernando (70. Yunus Akgün), Ryan Donk (77. Selçuk İnan), Sofiane Feghouli, Younès Belhanda (79. Eren Derdiyok) – Bafétimbi Gomis Trainer: Fatih Terim                                  |
| Akhisarspor                                                                                | Fatih Öztürk – Ömer Bayram, Dany Nounkeu, Mustafa Yumlu, Avdija Vršajević (67. Daniel Larsson) – Elvis Manu (77. Güray Vural), Aykut Çeviker, Abdoul Sissoko, Hélder Barbosa (63. Miguel Lopes), Bilal Kısa (98. Onurcan Güler) – Jewhen Selesnjow Trainer: Safet Sušić ( Bosnien und Herzegowina) |
| Tore                                                                                       | 0:1 Jewhen Selesnjow (5.), 1:1 Eren Derdiyok (79.) |

#### Türkischer Supercup 2019
| Galatasaray Istanbul (Meister/Pokalsieger) – Akhisarspor (Pokalfinalist) 1:0 (1:0) | |
| Austragungsort                                                                     | Eryaman Stadyumu Ankara, 7. August 2019 – SR: Halil Umut Meler (Selçuk) |
| Galatasaray                                                                        | Fernando Muslera – Yūto Nagatomo, Marcão, Christian Luyindama, Mariano – Adem Büyük (72. Emre Mor), Selçuk İnan , Jean Seri, Jimmy Durmaz (81. Sofiane Feghouli), Younès Belhanda (90.+1 Ryan Donk) – Ryan Babel Trainer: Fatih Terim                             |
| Akhisarspor                                                                        | Gökhan Değirmenci – Kadir Keleş, Alperen Babacan, Edin Cocalić, Tolga Ünlü – Erhan Çelenk (70. Bertuğ Bayar), Rajko Rotman, Aykut Çeviker (81. Eray Ataseven), Burhan Eşer (64. Onur Ayık), Theódór Elmar Bjarnason – Avdija Vršajević Trainer: Mehmet Altıparmak |
| Tore                                                                               | 1:0 Younès Belhanda (39.) |
| Gelbe Karten                                                                       | Mariano, Younès Belhanda – Theódór Elmar Bjarnason, Tolga Ünlü, Bertuğ Bayar |

#### Türkischer Supercup 2023
| Galatasaray Istanbul (Meister) – Fenerbahçe Istanbul (Pokalsieger) 1:0 (abgebrochen) | |
| Austragungsort                                                                       | 11 Nisan Stadyumu, Şanlıurfa, 7. April 2024 – SR: Volkan Bayarslan (Erzurum) |
| Galatasaray                                                                          | Fernando Muslera – Derrick Köhn, Abdülkerim Bardakcı, Victor Nelsson, Kaan Ayhan – Kerem Aktürkoğlu, Lucas Torreira, Berkan Kutlu, Barış Alper Yılmaz, Dries Mertens – Mauro Icardi Trainer: Okan Buruk  |
| Fenerbahçe                                                                           | Furkan Onur Akyüz – Ümitcan Okan, Yusuf Akçiçek, Efekan Karayazı, Mustafa Akyıldız – Görkem Demirel, Muhammet İmre, Zeki Dursun, Emirhan Arkutcu, Kerem Kayaarası – Çağrı Fedai Trainer: Zeki Murat Göle |
| Tore                                                                                 | 1:0 Mauro Icardi (1.) |

#### Türkischer Supercup 2024
| Galatasaray Istanbul (Meister) – Beşiktaş Istanbul (Pokalsieger) 0:5 (0:1) | |
| Austragungsort                                                             | Atatürk-Olympiastadion, Istanbul, 3. August 2024 – SR: Atilla Karaoğlan (Erzurum) |
| Galatasaray                                                                | Fernando Muslera – Derrick Köhn, Abdülkerim Bardakcı, Victor Nelsson, Kaan Ayhan – Lucas Torreira (75. Wilfried Zaha), Berkan Kutlu (60. Kerem Demirbay), Kerem Aktürkoğlu (46. Barış Alper Yılmaz), Dries Mertens (46. Michy Batshuayi), Hakim Ziyech (60. Yunus Akgün) – Mauro Icardi Trainer: Okan Buruk |
| Beşiktaş                                                                   | Mert Günok – Arthur Masuaku, Omar Colley, Gabriel Paulista, Jonas Svensson – al-Musrati, Gedson Fernandes (90. Salih Uçan), Semih Kılıçsoy (68. Jean Onana), Rafa Silva, Milot Rashica (86. Onur Bulut) – Ciro Immobile (85. Mustafa Hekimoğlu) Trainer: Giovanni van Bronckhorst ( Niederlande)            |
| Tore                                                                       | 0:1 Immobile (1.), 0:2 Svensson (53.), 0:3 Immobile (81. Foulelfmeter), 0:4 Rafa Silva (90.+1'), 0:5 Hekimoğlu (90.+2') |
| Gelbe Karten                                                               | Berkan Kutlu, Lucas Torreira, Kerem Aktürkoğlu, Barıs Alper Yılmaz – Omar Colley, Semih Kılıçsoy, Ciro Immobile, Gedson Fernandes |
| Rote Karte                                                                 | Victor Nelsson (87.) – |

### Teilnahme an Europapokalendspielen

#### UEFA-Pokal-Finale 2000
| Galatasaray Istanbul – FC Arsenal 0:0 n. V., 4:1 i. E. | |
| Austragungsort                                         | Parken Kopenhagen, 17. Mai 2000 |
| Galatasaray                                            | Cláudio Taffarel – Capone, Gheorghe Popescu, Bülent Korkmaz , Ergün Penbe – Ümit Davala, Gheorghe Hagi, Suat Kaya (95. Ahmet Yıldırım), Okan Buruk (84. Hakan Ünsal) – Hakan Şükür, Arif Erdem (95. Hasan Şaş) Trainer: Fatih Terim     |
| Arsenal                                                | David Seaman – Lee Dixon, Tony Adams , Martin Keown, Sylvinho – Ray Parlour, Patrick Vieira, Emmanuel Petit, Marc Overmars (115., Davor Šuker) – Dennis Bergkamp (75. Nwankwo Kanu), Thierry Henry Trainer: Arsène Wenger ( Frankreich) |
| Gelbe Karten                                           | Bülent Korkmaz, Gheorghe Popescu, Okan Buruk, Capone, Hasan Şaş – Patrick Vieira, Martin Keown, Tony Adams |
| Platzverweise                                          | / Gheorghe Hagi (93.) – |

#### UEFA Super Cup 2000
| Real Madrid – Galatasaray Istanbul 1:2 n.GG (1:1, 0:1) | |
| Austragungsort                                         | Stade Louis II Monção, 25. August 2000, 15.000 Zuschauer |
| Real Madrid                                            | Iker Casillas – Geremi Njitap, Iván Campo (66. Flávio Conceição), Iván Helguera, Roberto Carlos – Albert Celades (99. Míchel Salgado), Claude Makélélé, Luís Figo, Guti (53. Pedro Munitis), Sávio Bortolini Pimentel – Raúl Trainer: Vicente del Bosque ( Spanien) |
| Galatasaray                                            | Cláudio Taffarel – Bülent Korkmaz , Gheorghe Popescu, Capone (84. Fatih Akyel), Hakan Ünsal – Okan Buruk (81. Hasan Şaş), Emre Belözoğlu, Gheorghe Hagi (72. Bülent Akın) – Suat Kaya, Ümit Davala, Mário Jardel Trainer: Mircea Lucescu ( Rumänien)                |
| Tore                                                   | 0:1 Mário Jardel (41., Elfmeter), 1:1 Raúl (79. Elfmeter), 1:2 Mário Jardel (103., Golden Goal) |
| Gelbe Karten                                           | Claude Makélélé, Iván Helguer, Luís Figo, Pedro Munitis – Okan Buruk, Suat Kaya, Ümit Davala |

## Personen

### Alle Vereinspräsidenten

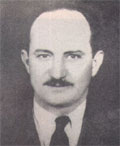
Saim Gogen (1936 bis 1937)
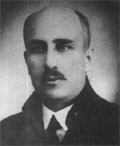
Nizan Nuri (1939)
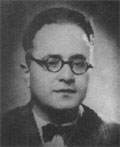
Adnan Akıska (1939)
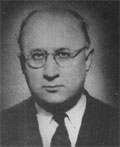
Tevfik Ali Çınar (1940 bis 1942)

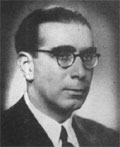
Osman Dardağan (1942 bis 1943)
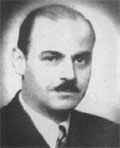
Muslihittin Peykoğlu (1944 bis 1946)
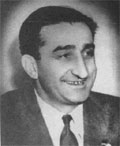
Mehmet Suphi Batur (1946 bis 1950, 1965 bis 1968)
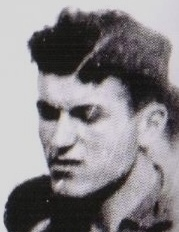
Ulvi Yenal (1953, 1962 bis 1964)
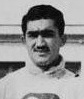
Ali Uras (1979 bis 1986)

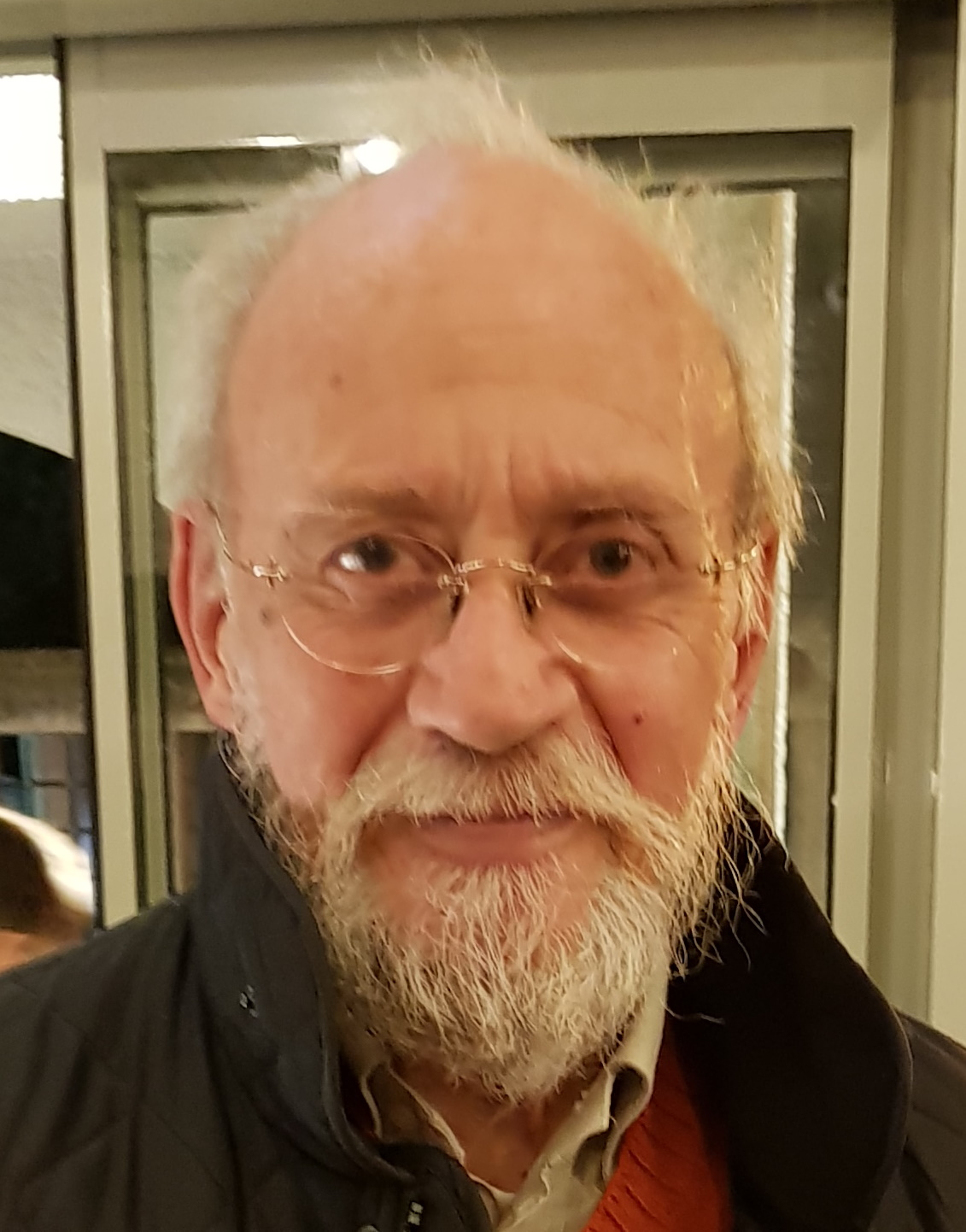
Alp Yalman (1990 bis 1996)
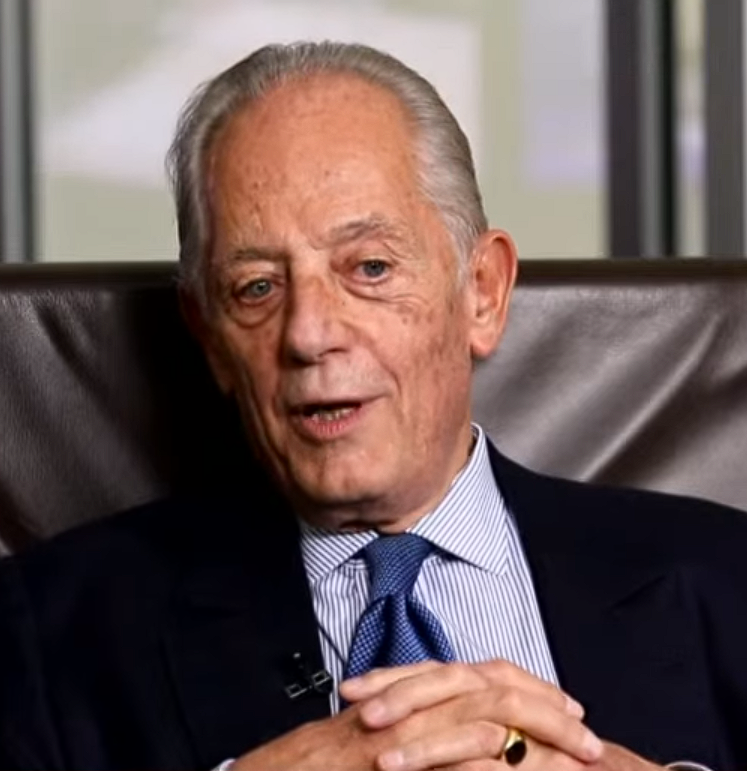
Faruk Süren (1996 bis 2001)
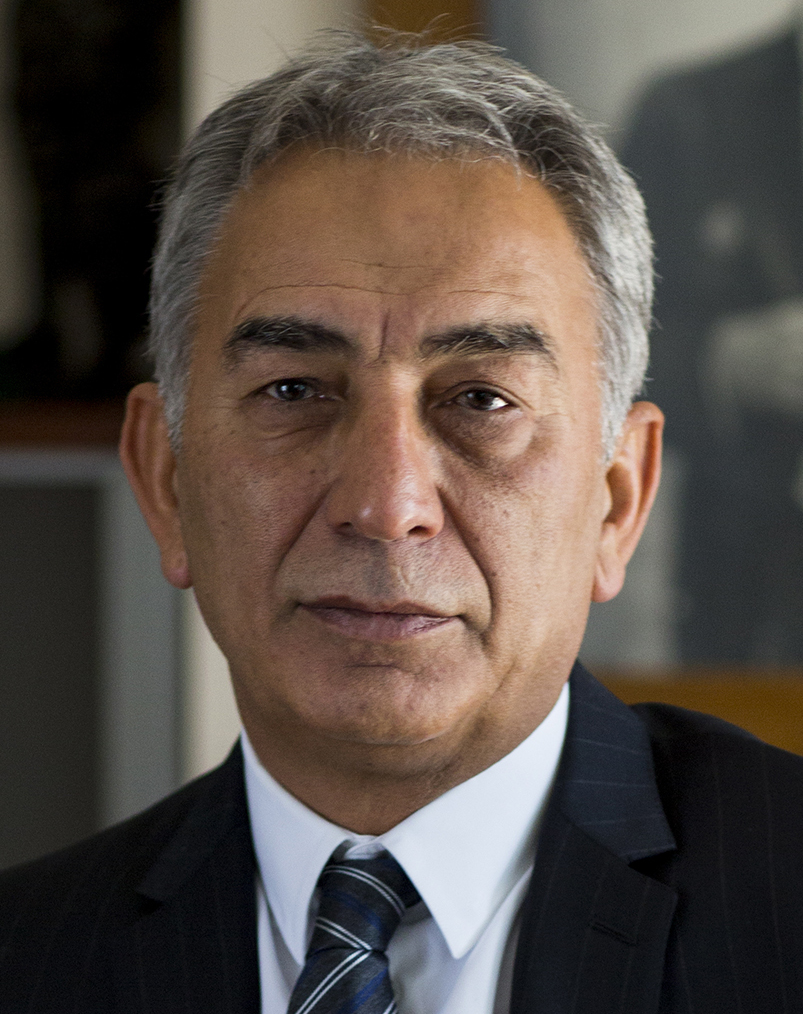
Adnan Polat (2008 bis 2011)
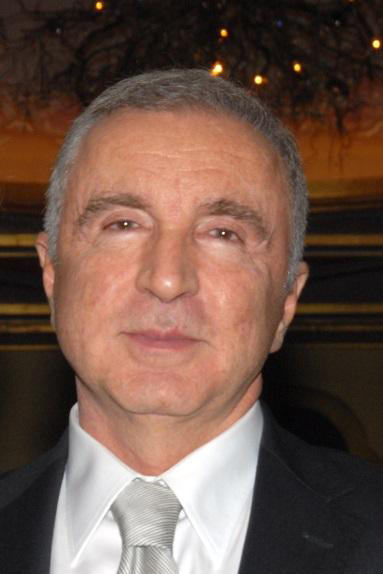
Ünal Aysal (2011 bis 2014)
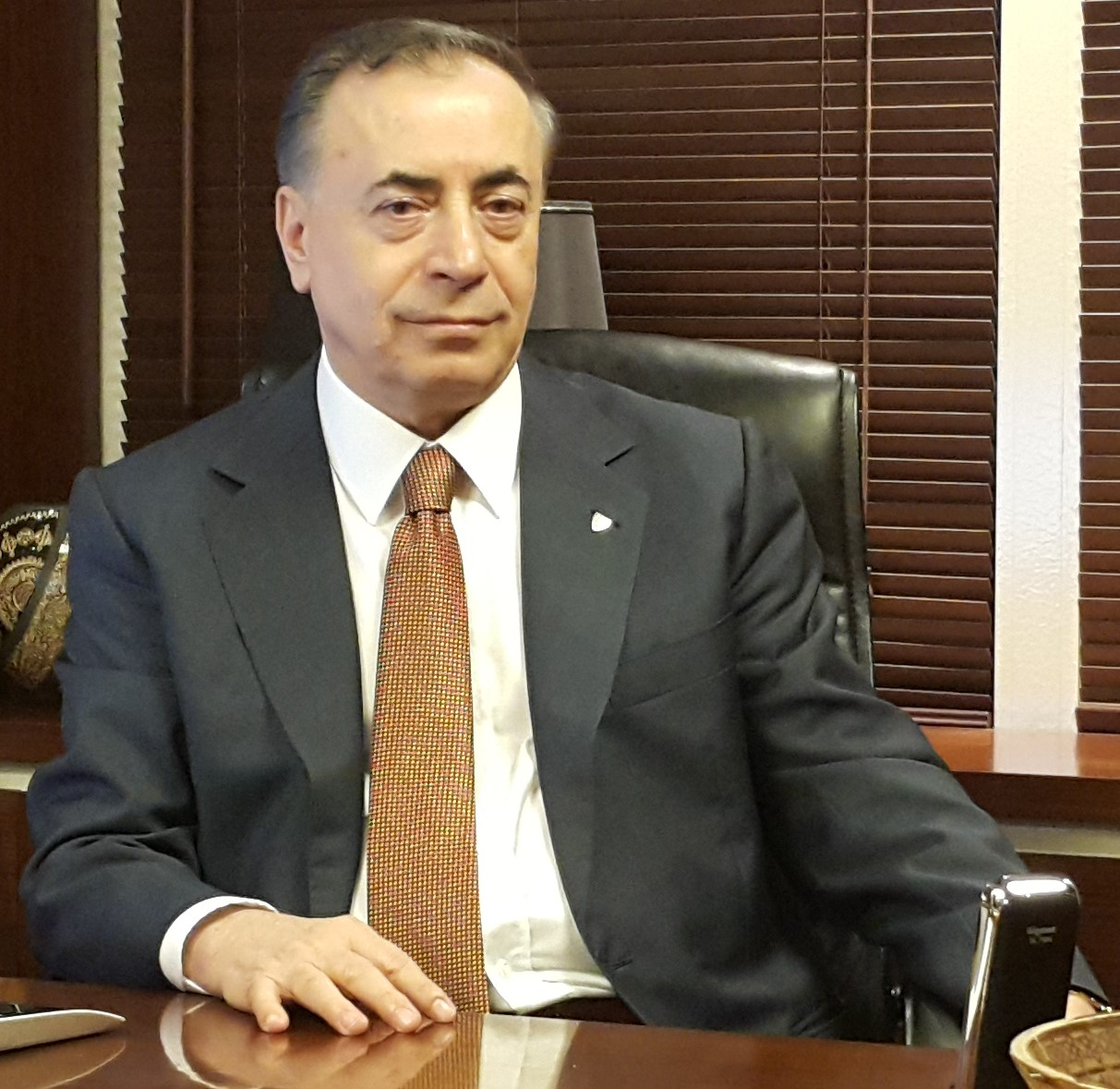
Mustafa Cengiz (2018 bis 2021)

| - Ali Sami Yen (1905 bis 1918, 1925) - Refik Cevdet Kalpakçıoğlu (1919 bis 1922, 1934) - Yusuf Ziya Öniş (1922 bis 1924, 1950 bis 1952) - Ali Haydar Şekip (1925) - Ahmet Robenson (1926) - Adnan İbrahim Pirioğlu (1927) - Necmettin Sadak (1928 bis 1929) - Abidin Daver (1929 bis 1930) - Ahmet Kara (1930 bis 1931, 1933) - Tahir Kevkep (1931 bis 1932) - Ali Haydar Barşal (1932 bis 1933, 1933 bis 1934) - Fethi İsfendiyaroğlu (1933) | - Ethem Menemencioğlu (1934 bis 1936) - Saim Gogen (1936 bis 1937) - Sedat Ziya Kantoğlu (1937 bis 1939, 1944) - Nizan Nuri (1939) - Adnan Akıska (1939) - Tevfik Ali Çınar (1940 bis 1942) - Osman Dardağan (1942 bis 1943) - Muslihittin Peykoğlu (1944 bis 1946) - Mehmet Suphi Batur (1946 bis 1950, 1965 bis 1968) - Ulvi Yenal (1953), (1962 bis 1964) - Refik Selimoğlu (1954 bis 1956, 1960 bis 1962) - Sadık Giz (1957 bis 1959) | - Selahattin Beyazıt (1969 bis 1973, 1975 bis 1979) - Mustafa Pekin (1973 bis 1975) - Ali Uras (1979 bis 1986) - Ali Tanrıyar (1986 bis 1990) - Alp Yalman (1990 bis 1996) - Faruk Süren (1996 bis 2001) - Mehmet Cansun (2001 bis 2002) - Özhan Canaydın (2002 bis 2008) - Adnan Polat (2008 bis 2011) - Ünal Aysal (2011 bis 2014) - Duygun Yarsuvat (2014 bis 2015) - Dursun Özbek (2015 bis 2018) | - Mustafa Cengiz (23. Januar 2018 bis 22. Juni 2021) - Burak Elmas (22. Juni 2021 bis 14. Juni 2022) - Dursun Özbek (seit dem 14. Juni 2022) |

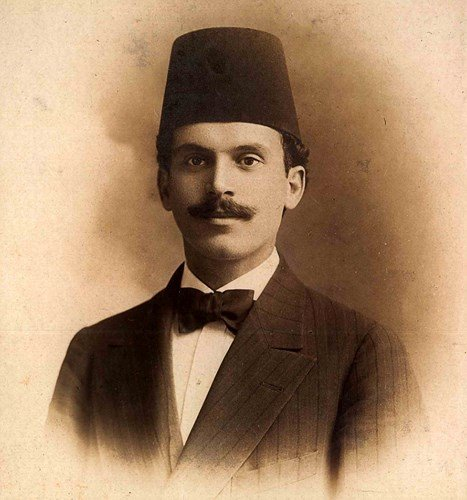
Ali Sami Yen (1905 bis 1918, 1925)
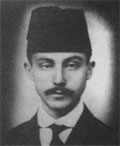
Refik Cevdet Kalpakçıoğlu (1919 bis 1922, 1934)
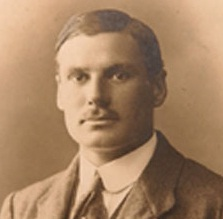
Ahmet Robenson (1926)
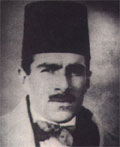
Adnan İbrahim Piroğlu (1927)
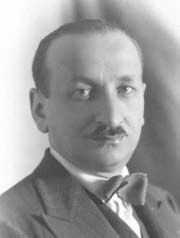
Necmettin Sadak (1928 bis 1929)

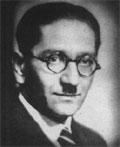
Ahmet Kara (1930 bis 1931 und 1933)
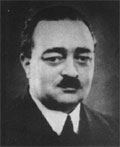
Tahir Kevkep (1931 bis 1932)
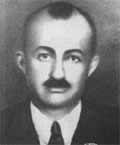
Ali Haydar Barşal (1932 bis 1933, 1933 bis 1934)
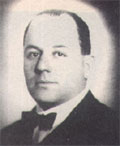
Fethi İsfendiyaroğlu (1933)
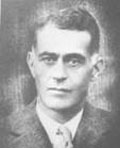
Ethem Menemencioğlu (1934 bis 1936)

- Saim Gogen
(1936 bis 1937)
- Nizan Nuri
(1939)
- Adnan Akıska
(1939)
- Tevfik Ali Çınar
(1940 bis 1942)

- Osman Dardağan
(1942 bis 1943)
- Muslihittin Peykoğlu
(1944 bis 1946)
- Mehmet Suphi Batur
(1946 bis 1950, 1965 bis 1968)
- Ulvi Yenal
(1953, 1962 bis 1964)
- Ali Uras
(1979 bis 1986)

- Alp Yalman
(1990 bis 1996)
- Faruk Süren
(1996 bis 2001)
- Adnan Polat
(2008 bis 2011)
- Ünal Aysal
(2011 bis 2014)
- Mustafa Cengiz
(2018 bis 2021)

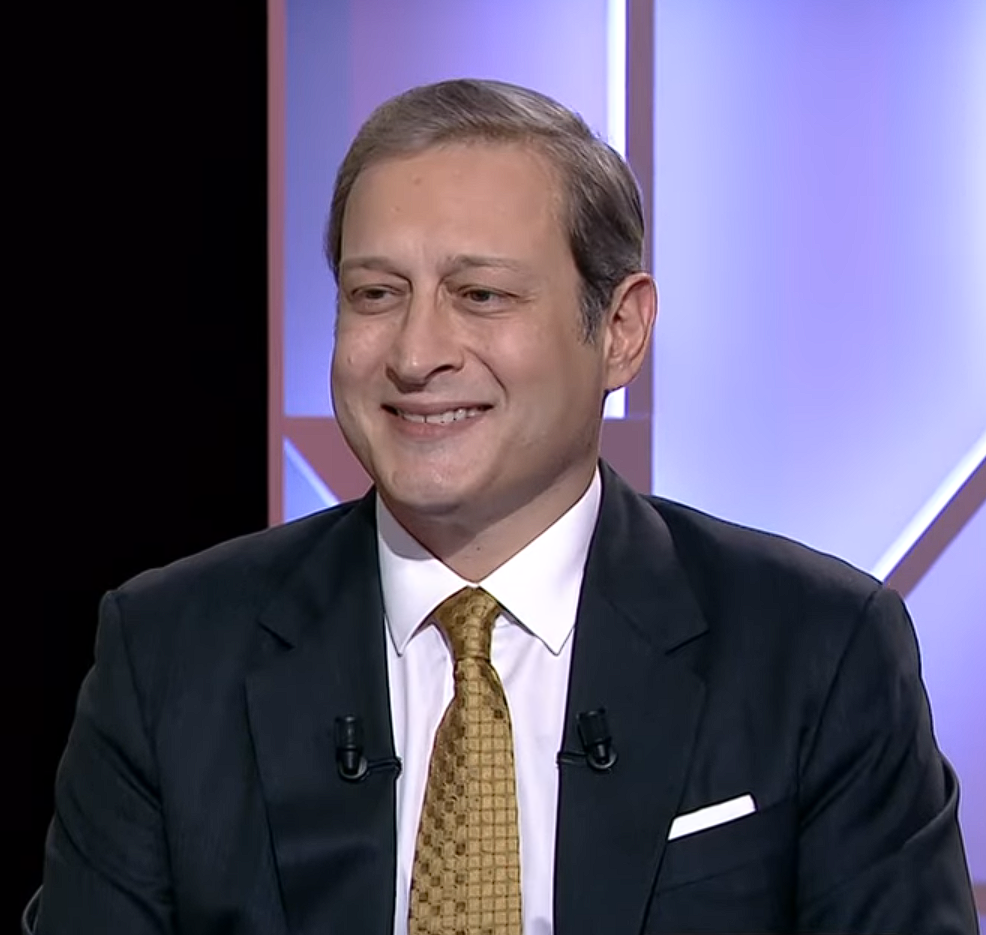
Burak Elmas (2021 bis 2022)
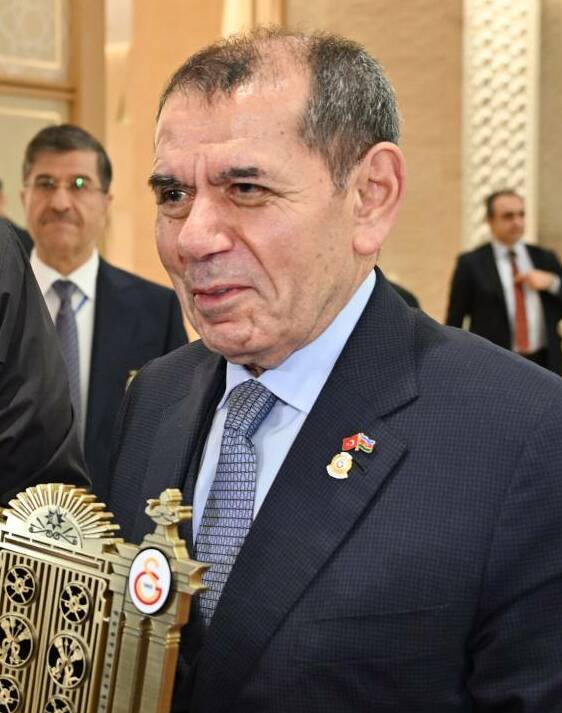
Dursun Özbek (2015 bis 2018, seit 2022)

 Statistiken 
- Längste Amtszeit: Ali Sami Yen 13 Jahre, (1905–1918)
- Kürzeste Amtszeit: Mehmet Cansun 8 Monate, (2001–2002)
- Erfolgreichster Präsident: Faruk Süren 14 Titel, (4 türkische Meisterschaften, 3 türkische Pokale, 3 TSYD Kupası, 2 Präsidenten-Pokale, je 1 UEFA-Pokal und UEFA Super Cup)

### Alle Trainer
| - Boris Nikolof (1905 bis 1906), Spielertrainer - Emin Bülend Serdaroğlu (1907, 1911 bis 1914), Spielertrainer - Horace Armitage (1908 bis 1911), Spielertrainer - Sadi Bey (1914 bis 1915) - Ali Sami Yen (1915 bis 1917) - Necip Şahin (1919 bis 1921), Spielertrainer - Adil Giray (1921 bis 1923), Spielertrainer - Billy Hunter (1924 bis 1928) - Nihat Bekdik (1929), Spielertrainer - Jules Limbeck (1930 bis 1931) - Fred Pegnam (1931 bis 1932) - Syd Puddefoot (1933 bis 1936) - Hans Baar (1937) - Péter Szabó (1938) - Johann Tandler (1938 bis 1939) - Hayman (1939) - Ceslav Zaharczuk (1939 bis 1940) - Bill Baggett (1941 bis 1945) - Miço Dimitriyadis (1945 bis 1946) - József Schweng (1947) - Peter Molloy (1947 bis 1949) - Duggie Lochhead (1950 bis 1952) - Gündüz Kılıç (1952 bis 1953, 1954 bis 1957, 1961 bis 1963, 1964 bis 1967) - László Székely (1953 bis 1954) - George Dick (1957 bis 1958) - Leandro Remondini (1959 bis 1961) - Coşkun Özarı (1961 bis 1963, 1970 bis 1971, 1978 bis 1979) - Eşfak Aykaç – Bülent Eken (1967 bis 1968) - Tomislav Kaloperović (1968 bis 1970) - Brian Birch (1971 bis 1974, 1980 bis 1982) | - Don Howe (1974 bis 1975) - Jack Mansell (1975 bis 1976) - Malcolm Allison (1976 bis 1977) - Fethi Demircan (1977 bis 1978) - Turgay Şeren (1979 bis 1980) - Özkan Sümer (1982 bis 1983) - Tomislav Ivić (1983 bis 1984) - Jupp Derwall (1984 bis 1987) - Mustafa Denizli (1987 bis 1989, 1990 bis 1992, 2015 bis 2016) - Sigfried Held (1989 bis 1990) - Karl-Heinz Feldkamp (1992 bis 1993, 2007 bis 2008) - Reiner Hollmann (1993 bis 1994) - Reinhard Saftig (1994 bis 1995) - Graeme Souness (1995 bis 1996) - Fatih Terim (1996 bis 2000, 2002 bis 2004, 2011 bis 2013, 2017 bis 2022) - Mircea Lucescu (2000 bis 2002) - Gheorghe Hagi (2004 bis 2005, 2010 bis 2011) - Eric Gerets (2005 bis 2007) - Cevat Güler (2008) - Michael Skibbe (2008 bis 2009) - Bülent Korkmaz (2009) - Frank Rijkaard (2009 bis 2010) - Bülent Ünder (2011) - Roberto Mancini (2013 bis 2014) - Cesare Prandelli (2014) - Hamza Hamzaoğlu (2014 bis 2015) - Orhan Atik (2016) - Jan Olde Riekerink (2016 bis 2017) - Igor Tudor (2017) - Domènec Torrent (2022) | - Okan Buruk (2022–) |

 Statistiken 
- Erfolgreichster Trainer bei Galatasaray: Fatih Terim, (8 Meisterschaften, 3 türkische Pokale, 4 türkischer Supercup, 1 UEFA-Pokal)
- Die meist gewonnenen Meisterschaften: Fatih Terim, (8)
- Die meist gewonnenen türkischen Pokale (Türkiye Kupası): Gündüz Kılıç und Fatih Terim (3)
- Die meist gewonnenen Präsidenten Pokale (heute türkischer Supercup): Fatih Terim, (4)
- Die längste Zeit bei Galatasaray (mit Zwischenstation): Gündüz Kılıç (10 Jahre); 1952–1953, 1954–1957, 1961–1967
- Anzahl der Trainer seit der Gründung: 59
- Anzahl der ausländischen Trainer: 33
- Anzahl der Nationen der Trainer: 12
- Die meisten ausländischen Trainer einer Nation: Engländer (12)

### Alle Mannschaftskapitäne seit Gründung der Süper Lig
| Jahr      | Kapitän                  |
| --------- | ------------------------ |
| 1959–1960 | Coşkun Özarı             |
| 1960      | İsfendiyar Açıksöz       |
| 1960–1967 | Turgay Şeren             |
| 1967–1969 | Metin Oktay              |
| 1969–1971 | Talat Özkarslı           |
| 1971–1973 | Uğur Köken               |
| 1973–1975 | Muzaffer Sipahi          |
| 1975–1976 | Yasin Özdenak            |
| 1976–1978 | Nihat Akbay              |
| 1978–1979 | Mehmet Oğuz              |
| 1979–1980 | Gökmen Özdenak           |
| 1980–1985 | Fatih Terim              |
| 1985–1991 | Cüneyt Tanman            |
| 1991–1994 | Erdal Keser              |
| 1994–1995 | Tugay Kerimoğlu          |
| 1995–2004 | Bülent Korkmaz           |
| 2004–2008 | Hakan Şükür              |
| 2008–2009 | Ümit Karan / Ayhan Akman |
| 2009–2011 | Arda Turan               |
| 2011–2014 | Sabri Sarıoğlu           |
| 2014–2020 | Selçuk İnan              |
| 2020–2025 | Fernando Muslera         |
| 2025–     | Mauro Icardi             |

### Spieler mit den meisten Liga-Einsätzen für Galatasaray Istanbul
| Spieler          | Spiele | Zeitraum                         |
| ---------------- | ------ | -------------------------------- |
| Fernando Muslera | 443    | 2011–2025                        |
| Bülent Korkmaz   | 428    | 1984–2005                        |
| Cüneyt Tanman    | 401    | 1974–1990                        |
| Hakan Şükür      | 392    | 1992–1995, 1995–2000 & 2003–2008 |
| Sabri Sarıoğlu   | 358    | 2003–2017                        |
| Arif Erdem       | 348    | 1991–2000, 2001–2005             |
| Fatih Terim      | 317    | 1974–1985                        |
| Ergün Penbe      | 302    | 1994–2007                        |
| Gökmen Özdenak   | 297    | 1967–1980                        |
| Uğur Köken       | 296    | 1959–1973                        |
| Tugay Kerimoğlu  | 282    | 1987–1999                        |

Stand: Saisonende 2024/25

### Ausländische Spieler mit den meisten Liga-Einsätzen für Galatasaray Istanbul
| Spieler          | Spiele | Zeitraum  |
| ---------------- | ------ | --------- |
| Fernando Muslera | 443    | 2011–2025 |
| Zoran Simović    | 192    | 1984–1990 |
| Faryd Mondragón  | 172    | 2001–2007 |
| Dževat Prekazi   | 169    | 1985–1992 |
| Gheorghe Hagi    | 132    | 1996–2001 |
| Sofiane Feghouli | 126    | 2017–2022 |
| Wesley Sneijder  | 124    | 2013–2017 |
| Felipe Melo      | 114    | 2011–2015 |
| Victor Nelsson   | 112    | 2021–     |
| Ryan Donk        | 111    | 2016–2021 |

Stand: Saisonende 2024/25

### Spieler mit den meisten Liga-Toren für Galatasaray Istanbul
| Spieler            | Tore |
| ------------------ | ---- |
| Hakan Şükür        | 228  |
| Metin Oktay        | 217  |
| Tanju Çolak        | 116  |
| Arif Erdem         | 105  |
| Gökmen Özdenak     | 99   |
| Ümit Karan         | 72   |
| Burak Yılmaz       | 65   |
| Ayhan Elmastaşoğlu | 62   |
| Gheorghe Hagi      | 59   |
| Necati Ateş        | 56   |

Stand: Saisonende 2024/25

### Ausländische Spieler mit den meisten Liga-Toren für Galatasaray Istanbul
| Spieler          | Tore | Zeitraum            |
| ---------------- | ---- | ------------------- |
| Gheorghe Hagi    | 59   | 1996–2001           |
| Mauro Icardi     | 51   | 2022–               |
| Milan Baroš      | 48   | 2008–2012           |
| Bafétimbi Gomis  | 46   | 2017–2018 2022–2023 |
| Dževat Prekazi   | 40   | 1985–1992           |
| Wesley Sneijder  | 35   | 2013–2017           |
| Tarik Hodžić     | 28   | 1981–1984           |
| Mersad Kovačević | 28   | 1986–1989           |
| Victor Osimhen   | 26   | 2024–2025           |

Stand: Saisonende 2024/25

### Ehrungen von Spielern
| Auszeichnung                                             | Spieler       | Jahr/e           |
| -------------------------------------------------------- | ------------- | ---------------- |
| Rumäniens Fußballer des Jahres Titel verliehen seit 1966 | Gheorghe Hagi | 1997, 1999, 2000 |
| UEFA Jubilee 52 Golden Players Titel verliehen 2004      | Hakan Şükür   |                  |

| Europas bester Torschütze – Gewinner des Goldenen Schuhs | Europas bester Torschütze – Gewinner des Goldenen Schuhs                                                                                       |
| Spieler                                                  | Jahr/e (Tore) |
| -------------------------------------------------------- | --- |
| Tanju Çolak                                              | 1988 (39) |
| Süper Lig-Torschützenkönig                               | |
| Spieler                                                  | Jahr/e (Tore) |
| Metin Oktay                                              | 1959 (11), 1960 (33), 1961 (36), 1963 (38), 1965 (17), 1969 (17)                                                                               |
| Hakan Şükür                                              | 1997 (38), 1998 (33), 1999 (18) |
| Tanju Çolak                                              | 1988 (39), 1991 (31) |
| Milan Baroš                                              | 2009 (20) |
| Mbaye Diagne                                             | 2019 (30) |
| Arif Erdem                                               | 2002 (21) |
| Bafétimbi Gomis                                          | 2018 (29) |
| Tarik Hodžić                                             | 1984 (16) |
| Mauro Icardi                                             | 2024 (25) |
| Victor Osimhen                                           | 2025 (26) |
| Burak Yılmaz                                             | 2013 (24) |
| Anmerkungen                                              | 2002: geteilt mit İlhan Mansız (Beşiktaş Istanbul) 2019: Diagne spielte in der Hinrunde für Kasımpaşa Istanbul und erzielte für diese 20 Tore. |

### Bekannte Figuren der Fanbewegung
- Karıncaezmez Şevki
- Alpaslan Dikmen

## Trivia

### Die erste türkische…
- … Fußballmannschaft (1905)
- … Mannschaft, die in der Weltrangliste in den Top 10 war
- … Mannschaft, die das Halbfinale des Europapokals der Landesmeister (heute Champions League) erreichte (1988/89)
- … Mannschaft die das Viertelfinale der Champions League erreicht hat (2012/13)
- … Mannschaft die, die Istanbul Meisterschaft gewonnen hat (1907/08)
- … Mannschaft, die die Türkei im Ausland vertrat und gewann (1911)
- … Mannschaft, die an der Champions League teilnahm
- … Mannschaft, die europaweit im eigenen Stadion hintereinander die meisten Siege hat (20)
- … Mannschaft die den UEFA-Pokal gewann
- … Mannschaft, die den UEFA Super Cup gewann
- … Mannschaft, die auswärts eine spanische Mannschaft besiegte und aus einem Wettbewerb warf
- … Mannschaft, die zwei englische Mannschaften FC Arsenal, Leeds United in einer Saison in einem europäischen Wettbewerb ausschieden ließ
- … Mannschaft, die die Meisterschaft ohne Niederlage beendete (Saison 1985/86)
- … Mannschaft mit drei Meistersternen (1 Stern = 5 Meisterschaften)
- … Mannschaft mit vier Meistersternen
- … Mannschaft mit fünf Meistersternen

### Die meisten …
- … Meistertitel (25 Titel)
- … Meisterschaften hintereinander (4-mal, 1997–2000)
- … Meisterschaften mit einem türkischen Trainer (10-mal)
- … Teilnahmen als türkische Mannschaft in der Champions League (10-mal)
- … Gewinne der Pokal des Türkischen Sportjournalisten-Vereins (14-mal)
- … Gewinne des türkischen Pokales (17-mal)
- … Gewinne des türkischen Fußball-Supercups (15-mal)
- … erreichten Punkte im europäischen Wettbewerb in einer Saison (17 Spiele, 34 Punkte)
- … gewonnenen Spiele im europäischen Wettbewerb in einer Saison (11 Siege)
- … erzielten Tore im europäischen Wettbewerb in einer Saison (35 Tore)
- … nicht hintereinander verlorenen Auswärtsspiele (40 Spiele)
- … Spiele in einer Saison (59 Spiele)
- … hintereinander gespielten Partien eines Spielers (Hakan Şükür – 54 Spiele, 4697 Minuten)
- … Spiele einer türkischen Mannschaft in den europäischen Wettbewerben
- … Tore in einer Saison (Saison 1962/63, 105 Tore)